# Коронавірусна хвороба 2019 у Сербії
Спалах коронавірусної хвороби 2019 у Сербії — це поширення пандемії коронавірусної хвороби 2019 на територію Сербії. Перший випадок інфікування новим коронавірусом у країні зафіксовано 6 березня. Ним виявився 43-річний чоловік, який повернувся з Будапешта. За даними на 16 січня 2023 року в країні зафіксовано 2459432 випадків інфікування, 17606 хворих померли.
Наприкінці червня 2020 року сайт Balkan Insight опублікував повідомлення, засноване на нібито витоку даних з внутрішньої урядової інформаційної системи щодо COVID-19. У цьому звіті зазначено, що насправді у Сербії у період з 19 березня по 1 червня 2020 року зафіксовано 632 смерті унаслідок коронавірусної хвороби, що відповідає 388 додатковим смертям, спричинених коронавірусною хворобою, про які не повідомлялося публічно. Крім того, згідно з наведеними даними, кількість осіб, які інфікувалися в Сербії з 17 по 20 червня, становила щонайменше 300 на день, тоді як офіційні повідомлення ніколи не подавали більше 96 випадків на день за той самий період. Дані щодо одужань також піддавались сумніву, оскільки Інститут громадського здоров'я Чорногорії на початку червня офіційно звернувся до сербської влади за роз'ясненнями щодо одужання 4 тисяч хворих за один день. Раніше дата першого випадку в країні також була переглянута після того, як Інститут громадського здоров'я публічно повідомив, що перший випадок хвороби був зареєстрований за тиждень до офіційно повідомлення про перший випадок хвороби.
У вересні 2020 року щотижневик НИН оприлюднив результати тестувань, які свідчать про значну розбіжність між даними про кількість інфікованих та кількістю тестувань, опублікованих в урядових повідомленнях протягом липня, та даними, отриманими від окремих державних закладів охорони здоров'я через програму вільних інформаційних запитів. Невідповідність свідчить про те, що оприлюднені урядом дані збільшили кількість проведених тестувань, а кількість інфікованих зменшилась щонайменше на 59 % протягом липня.
Тисячі лікарів підписали петицію з проханням оприлюднити правдиві дані про перебіг епідемії та покарати винних за підробку даних. Кілька старших начальників кафедр Військово-медичної академії були звільнені після підтримки цього відкритого листа. У серпні 2020 року професор Горан Білоєвич з медичного факультету Белградського університету публічно заявив, що у Сербії зареєстровано 5 тисяч смертей від коронавірусної хвороби.
29 вересня 2020 року Предраг Кон, головний епідеміолог і член державної антикризової групи з боротьби з COVID-19, публічно визнав, що обробка даних щодо кількості хворих затримується і що кількість смертей до кінця червня була втричі більшою, ніж офіційно повідомлено (277). Міністр охорони здоров'я наступного дня спростував ці заяви, сказавши, що вони необґрунтовані, і попередив Кона, щоб той не робив таких коментарів знову.

## Хронологія подій

### Березень

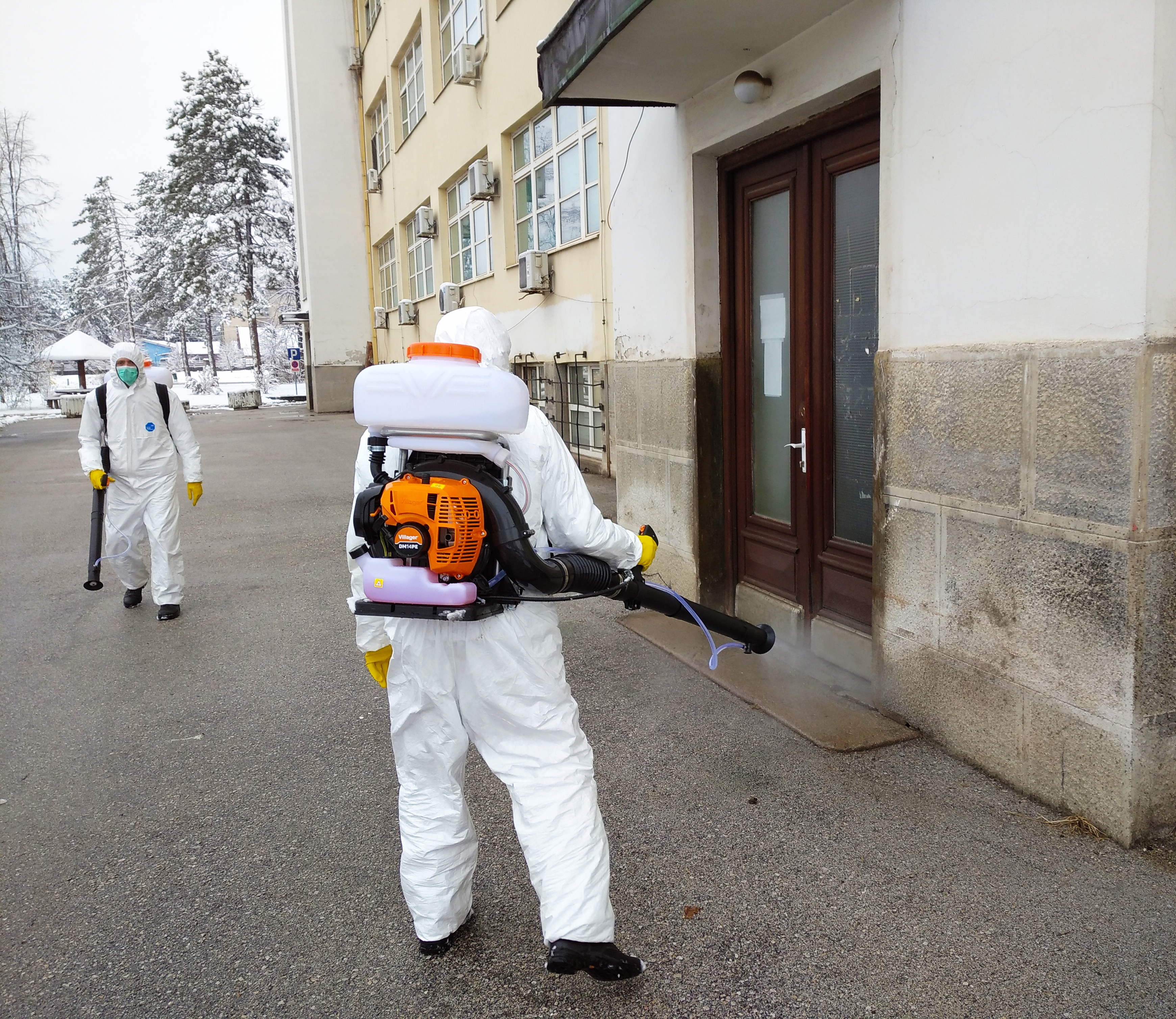
Дезинфекція лікарні у Валево під час епідемії коронавірусу 2020 року

6 березня 2020 року в Сербії виявлений перший хворий коронавірусною хворобою, про що заявив на надзвичайній прес-конференції міністр охорони здоров'я країни Златибор Лончар, проте він зазначив, що ситуація в країні знаходиться під контролем та проводяться усі необхідні заходи. На той момент хворий лікувався в Суботиці. Також міністр повідомив про своєчасне повідомлення громадськості про ситуацію з новим коронавірусом у країні. 7 березня вирішено перевести хворого до Клінічного Центру Воєводини у зв'язку із різкими стрибками температури тіла, які спостерігались у хворого вночі.
За день, 9 березня зафіксовано другий випадок інфікування коронавірусною інфекцією в країні. Новим хворим виявився громадянин Китаю.
10 березня введена тимчасова заборона на в'їзд до Сербії з регіонів зі значним поширенням COVID-19, а саме з Італії, деяких провінцій Китаю, Південної Кореї, Ірану, деяких територий Швейцарії. Також виявлено ще 3 хворих. Повідомлено, що всі хворі знаходяться у стабільному стані, ніхто не знаходиться у реанімаційному відділенні, а всі у відділеннях загального типу.
11 березня виявлено 7 нових випадків інфікування. Із цих нових хворих двоє інфікувалися в Німеччині та Італії, решта інфікувалися від двох жінок, діагноз у яких підтверджений 10 березня, та які контактували з громадянкою іншої країни, інфікованою після її повернення додому. Увечері повідомлено про виявлення ще 6 інфікованих осіб. Того ж дня заборонені зібрання людей чисельністю понад 100 осіб у закритому приміщенні. Також вирішено, що співробітники транзитних маршрутів та автомагістралей повинні забезпечуватися засобами захисту. Міністерство освіти, науки та технологічного розвитку відправило інструкції усім початковим та середнім школам Сербії, які спрямовані на попередження поширення коронавірусної інфекції. 12 березня вищевказані заходи проти розповсюдження епідемії вступили в дію. Уранці цього дня захворіла ще одна особа, того ж дня значно погіршився стан хворого, який знаходився у клінічному центрі Воєводини, його перевели у відділення інтенсивної терапії. Увечері виявили ще 5 випадків інфікування.
13 березня уранці виявлено 7 випадків, увечері — ще 4 випадки. Міністр охорони здоров'я Сербії повідомив, що 10 хворих знаходяться в центральній інфекційній клініці, в місті Ніш — шість хворих, стан усіх цих пацієнтів стабільний. Міністр охорони здоров'я Воєводини заявив, що п'ять хворих госпіталізовані в цьому автономному регіоні, четверо з яких знаходяться в клінічному центрі Воєводини (клініка інфекційних хворіб), один з них знаходиться у важкому стані та знаходиться під постійним спостереженням. Цього ж дня закритий кордон з Румунією
14 березня виявлено ще 11 інфікованих: 6 уранці (з них 4 особи знаходились на самоізоляції вдома, а дві особи виявлені під час стаціонарного лікування, не мали ускладнень) та ще 5 увечері (з них 2 пацієнтів, які виявлені увечері, госпіталізовані). У клінічному центрі Воєводини один хворий знаходився на апараті штучної вентиляції легень.
15 березня хворобу підтверджено ще в 2 осіб, того ж дня президент країни Александар Вучич оголосив про введення надзвичайного стану та повідомив, що після засідання уряду буде прийнята постанова про заходи під час надзвичайного стану.
16 березня уранці виявлено 7 нових хворих коронавірусною хворобою, увечері ще 2 хворих. Цього ж дня Китай відправив до Сербії 1000 тестів на COVID-19.
17 березня міністр охорони здоров'я Сербії Златибор Лончар повідомив, що поїздка до кафе, торгового центру несе загрозу інфікування COVID-19, цього дня підтверджено інфікування 15 осіб: 6 знаходились на самоізоляції вдома і 9 на стаціонарному лікуванні.
18 березня підтверджено інфікування 11 осіб уранці і 6 осіб увечері, 7 з яких знаходились на лікуванні вдома і 10 на стаціонарному лікуванні.
19 березня виявлено 14 нових інфікованихк, 7 на ізоляції вдома та 7 на стаціонарному лікуванні. Цього дня виздоровіли 2 хворих, яких виписали з лікарні.
20 березня інфікувалися 15 осіб уранці та 17 увечері. Цього ж дня зареєстровано перший летальний випадок у країні внаслідок корнавірусної хвороби. Цього дня міністр охорони здоров'я Сербії заявив, що темпи поширення епідемії залежать від кожного особисто, та закликав усіх до єдності.
21 березня виявлено 36 нових інфікованих коронавірусом, 14 уранці та 22 увечері (з них госпіталізовано 17 осіб). Того ж дня заборонена торгівля у торгівельних центрах, крім магазинів та аптек, заборонені масові заходи чисельністю більш ніж 5 осіб.
22 березня підтверджено інфікування 17 осіб уранці, увечері — ще 34, того ж дня зареєстровано другу смерть від коронавіруса в країні — померла 92-річна жінка, яка знаходилась у лікарні на апараті штучного дихання. Міністр охорони здоров'я країни Златибор Лончар звернувся до громадян країни, у зв'язку з великим інтересом до виступу жителів Сербії звернення показували щоденно з 19 до 21 години.
23 березня виявлено захворювання ще у 27 осіб. 3 особи виписані з лікарень, оскільки в них тест на COVID-19 виявився від'ємним. Після отримання від'ємних результатів тесту на коронавірус виписані 15 осіб. Помердла 60-літня жінка, яка хворіла цукровим діабетом.
24 березня підтверджено інфікування коронавірусом у 54 осіб, повідомлено про те, що 21 хворий знаходиться у загрозливому для життя стані, з них 8 у Белграді, 5 в Ниші, по 4 в Новому Саді і Крагуєваці.
25 березня підтверджено інфікування 81 особи, загальна кількість інфікованих зросла до 384 осіб..
26 березня померли 3 хворих: 2 в Белграді та один в Ниші, підтверджено інфікування у 73 осіб, з яких 47 госпіталізовані.
27 березня підтверджено інфікування ще 71 особи, 48 осіб хворих на коронавірусну хворобу госпіталізували. Цього дня помер 62-річний чоловік у клінічному центрі Воєводини, проте президент країни Александар Вучич заявив, що точно не відомо, від чого помер хворий. Того ж дня помер ще один чоловік, у якого позитивний аналіз на коронавірус прийшов уже після смерті хворого.
28 березня підтвердилось інфікування ще у 131 особи, померло 2 хворих: по 1 в Белграді й Ниші, які мали супутні захворювання. Міністр охорони здоров'я оголосив, що країна переходить на комендантську годину на вихідні дні. Станом на 28 березня виявлено всього 659 хворих, 49 з яких перебували на апараті штучного дихання.
29 березня підтверджено інфікування у 82 осіб, три умерли. Того ж дня встановлено комендантську годину, заборонено виходити на вулицю з 15 годин дня до 5 годин ранку, відмінено 20-хвилинне вигулювання тварин.
30 березня підтверджено 44 випадки інфікування COVID-19, померло 3 хворих.
31 березня виявлено ще 115 випадків інфікування коронавірусом, 7 хворих померли. Представники міністерства охорони здоров'я країни повідомили про те, що ситуація в країні наближається до італійського та іспанського сценаріїв.

### Квітень
1 квітня виявлено інфікування у 160 осіб, із 1060 інфікованих 648 госпіталізовані, 72 з них знаходились на апараті штучного дихання. Цього дня від COVID-19 померло 5 хворих Серед померлих — член уряду Сербії, 63-річний державний секретар міністерства охорони навколишнього середовища Бранислав Блажич, який помер у белградській лікарні..
2 квітня коронавірусна хвороба діагностована у 111 хворих, 3 хворих, які мали хронічні захворювання, померли.
3 квітня виявлено 305 нових хворих, 8 хворих померли: 6 чоловіків та 2 жінок, усі з яких мали хронічні хвороби.
4 квітня підтверджено інфікування ще 148 осіб, загальна кількість хворих досягла кількості 1624 особи. Померло 5 хворих, які мали хронічні захворювання, 38 осіб очікували результату другого тестування на коронавірус для точного визначення наявності чи відсутності в них коронавірусної хвороби.
5 квітня підтверджено 284 випадки інфікування, унаслідок COVID-19 померли 7 хворих: 5 чоловіків і 2 жінок, усі з яких мали хронічні хвороби, усього в Сербії на 5 квітня зареєстровано 1908 випадків інфікування коронавірусом.
6 квітня виявлено 292 нових випадків хвороби, померли 3 чоловіків і 4 жінки. Усього виявлено 2200 випадків хвороби, з них 1197 госпіталізовані, 124 особи виздоровіли.
7 квітня померли двоє чоловіків та одна жінка, усі з них мали супутні захворювання. Виялено інфікування ще у 247 осіб, загальна кількість інфікованих зросла до 2447, з початку епідемії 1394 хворих були госпіталізовані, знаходились на апараті ШВЛ 109 хворих.
8 квітня виявлено 219 випадків інфікування коронавірусом, померло 4 хворих, усі з яких були чоловіками (середній вік померлих — 62 роки). Загальна кількість хворих на території Сербії становила 2666 осіб.
9 квітня міністр охорони здоров'я Сербії Златибор Лончар відвідав новозбудовану лікарню Клінічного центру Сербії, до якої за повідомленням міністерства охорони здоров'я країни, медичне обладнання буде доставлене з Китаю, у лабораторії будуть працювати 40 осіб, які будуть проходити спеціальну підготовку за участю китайських експертів.
10 квітня підтверджено інфікування 238 осіб, померло 4 чоловіки та одна жінка. Усього в країні зареєстровано 3105 випадків хвороби, у цей день також посилено комендантську годину.
11 квітня померло ще 3 хворих, виявлено 275 нових випадків коронавірусної хвороби.
12 квітня підтверджено інфікування у 250 осіб, померло 6 хворих, середній вік померлих склав близько 57 років.
13 квітня кількість хворих перетнула позначку 4000 осіб, виявлено 424 хворих, що стало найвищим показником за час пандемії в Сербії. Померли 5 хворих, їх середній вік склав 76 років. У Сербії з'явились перші донори плазми крові з числа вилікуваних від COVID-19, кількість вилікуваних хворих зросло до 400.
14 квітня виявлено інфікування коронавірусом у 411 осіб, померли 7 чоловіків і 2 жінки, зареєстровано всього 4465 хворих.
15 квітня виявлено 408 нових хворих, 5 хворих зняті з апаратів штучної вентиляції легень у зв'язку з покращенням їх стану, міністр охорони здоров'я Сербії повідомив, що ситуація в країні знаходиться під контролем у всіх регіонах, окрім Ниша і Пожареваця, доповнивши свої слова запевненням, що подальший розвиток ситуації залежить від виконання рекомендацій лікарів.
16 квітня померли 4 хворих, захворіли 445 осіб, вилікувалися 43 хворих. На апараті штучної вентиляції легень знаходились 120 хворих, госпіталізовані з приводу коронавірусної хвороби понад 3500 осіб.
17 квітня повідомлено про 372 нових випадки інфікування коронавірусом, що стало найменшим показником з 12 квітня, померли 7 хворих, кількість хворих, які одужали, досягла 534 осіб.
18 квітня кількість хворих, які видужали, зросла до 637, померли 3 жінки і 4 чоловіків. Загальна кількість смертей від COVID-19 досягла 117 хворих.
19 квітня виявлено 324 нових хворих, померли 5 хворих, кількість хворих. які одужали, перевищила 750 осіб.
20 квітня підтверджено інфікування у 312 осіб, двоє чоловіків та одна жінка померли, видужали 870 хворих.
21 квітня виявлено 260 нових хворих, помело 5 хворих, кількість хворих, які одужали, досягла кількості 977 осіб.
22 квітня підтверджено інфікування у 224 осіб, померли 3 чоловіків та одна жінка, 1025 хворих одужали.
23 квітня виявлено 162 нових випадків хвороби, 96 хворих знаходились на апараті ШВЛ, померли 5 хворих, одужали 38 хворих.
24 квітня виявлено 207 нових хворих, загальна кількість яких у країні склала 7483. Померли 5 хворих, з початку пандемії зареєстровано 144 померлих. Цього дня проведено ще 3563 обстеження на коронавірус, з початку пандемії кількість обстежень досягла 54877. Госпіталізовано 3164 хворих, з них 95 знаходились на апараті ШВЛ. З початку пандемії 1094 хворих одужали від коронавірусної хвороби.
25 квітня померло 7 хворих, загальна кількість смертей з початку пандемії у країні склала 151 особу. Підтверджено 296 нових випадків хвороби, загальну кількість хворих у країні досягла 7779 осіб. Цього дня проведено ще 5051 тестів, з початку пандемії проведено 59938 обстеження. З початку пандемії в Сербії госпіталізовані 3135 хворих, з них 91 знаходились на апараті ШВЛ. Одужали від коронавірусної хвороби 1152 хворих.
26 квітня померло ще 6 хворих, досягнувши кількості 168 випадків з моменту початку пандемії. Підтверджено 222 нових випадки хвороби, з початку пандемії загальна кількість хворих досягла 8497. Цього дня проведено 5579 тестів на коронавірус, що склало 78942 з моменту початку пандемії. Госпіталізовані 2470 пацієнтів, із них 78 знаходились на апараті ШВЛ. 1292 людини одужали від коронавірусної хвороби. Того дня уряд оголосив комендантську годину із 18:00 четверга 30 квітня до 05:00 понеділка 4 травня. Це було зроблено, щоб зменшити кількість інфікувань. Традиційно 1 травня серби масово святкують на природі. 26 квітня 0 20:05 (після флешмобу оплесків, присвячених медичним працівникам о 20:00) жителі Белграді та Нового Саду, підтримавши інціативу «Не да(ви)мо Белград», почати трусити горщиками на знак протесту проти карантинних обмежень, запроваджених урядом, дехто назвав протест «криком проти диктатури».
27 квітня померло 6 хворих, з початку пандемії в країні померло вже 162 хворих. Виявлено 233 нових хворих, загальна кількість хворих становила 8275. Цього дня проведено 3614 тестів, усього 67917 з моменту початку пандемії. На цей день 2701 хворих госпіталізовані, з них 85 знаходились на апараті ШВЛ. Одужали після коронавірусної хвороби 1209 хворих.
28 квітня померли 6 хворих, досягнувши показника 168 смертей з моменту початку пандемії. Підтверджено 233 нових випадків хвороби, загальна кількість випадків у країні досягла 8275. Цього дня проведено ще 5446 тестів, що склало 73363 з моменту початку пандемії. На 28 квітня госпіталізовані 2517 хворих, з них 79 знаходились на апараті ШВЛ. 1260 людей одужало.
29 квітня померло 5 хворих, з початку пандемії кількість смертей досягнула позначки 173 випадків. Підтверджено 227 нових випадків інфікування, що склало 8724 випадків. Цього дня проведено 5579 тестів, що склало 78942 з моменту початку пандемії. Госпіталізовано 2470 пацієнтів госпіталізовані, із них 78 знаходились на апараті ШВЛ. 1292 хворих одужали від коронавірусної хвороби.
30 квітня померло ще 6 хворих, досягши показника 179 хворих. Підтверджено 285 нових випадків, що склало 9009 хворих. Цього дня було проведено ще 6703 тестів, що склало 85645 з моменту початку пандемії. На 30 квітня госпіталізовані 2479, з них 71 знаходились на апараті штучного дихання. 1343 хворих одужали від коронавірусної хвороби.

### Травень
1 травня у країні померло 6 хворих, усього померло 185 хворих. Підтверджено 196 нових випадків хвороби, що склало 9205. Цього дня проведено 5906 тестів, всього 91551. На 1 травня 2375 хворих госпіталізовані, з них 65 знаходяться на апараті штучної вентиляції легень. 1379 хворих одужали від коронавірусної хвороби.
2 травня зареєстровано ще 4 смерті внаслідок коронавірусної хвороби, усього 189 смерті. Підтверджено 157 нових випадків, що склало 9362. Цього дня проведено 5086 тестів, всього 96637. На 2 травня госпіталізовані 2286 хворих, із них 57 знаходились на апараті ШВЛ. 1426 людей одужало.
3 травня померло ще 4 хворих, загалом 193 хворих. Підтверджено 102 нових випадків, що склало 9464. Цього дня проведено 5274 тестів, всього 101911. На 3 травня госпіталізовані 2116 хворих, із них 54 знаходились на апараті ШВЛ. 1555 людей одужало.
4 травня померло ще 4 хворих, загалом 197 хворих. Підтверджено 93 нових випадків, що склало 9557. Цього дня проведено 4550 тестів, всього 106451. На 4 травня госпіталізовані 2023 хворих, із них 53 знаходились на апараті ШВЛ. 1574 людей одужало.
5 травня померло ще 3 хворих, загалом 200 хворих. Підтверджено 120 нових випадків, що склало 9677. Цього дня проведено 4817 тестів, всього 111278. На 5 травня госпіталізовані 1855 хворих, із них 51 знаходились на апараті ШВЛ. 1723 людей одужало.
6 травня померло ще 3 хворих, загалом 203 хворих. Підтверджено 114 нових випадків, що склало 9791. Цього дня проведено 6196 тестів, всього 117474. На 6 травня госпіталізовані 1750 хворих, із них 48 знаходились на апараті ШВЛ. 1791 людей одужало. Того ж дня уряд Сербії скасував надзвичайний стан та відмінив комендантську годину.
7 травня померло ще 3 хворих, загалом 206 хворих. Підтверджено 57 нових випадків, що склало 9848. Цього дня проведено 5521 тестів, всього 122995. На 7 травня госпіталізовані 1710 хворих, із них 46 знаходились на апараті ШВЛ. 2160 людей одужало.
8 травня померло ще 3 хворих, загалом 209 хворих. Підтверджено 95 нових випадків, що склало 9943. Цього дня проведено 5810 тестів, всього 128805. На 8 травня госпіталізовані 1577 хворих, із них 45 знаходились на апараті ШВЛ. 2453 людей одужало.
9 травня померло ще 4 хворих, загалом 213 хворих. Підтверджено 89 нових випадків, що склало 10032. Цього дня проведено 5728 тестів, всього 134533. На 9 травня госпіталізовані 1437 хворих, із них 43 знаходились на апараті ШВЛ. 2732 людей одужало.
10 травня померло ще 2 хворих, загалом 215 хворих. Підтверджено 82 нових випадків, що склало 10114. Цього дня проведено 6059 тестів, всього 140592. На 10 травня госпіталізовані 1380 хворих, із них 39 знаходились на апараті ШВЛ. 3006 людей одужало.
11 травня померло ще 3 хворих, загалом 218 хворих. Підтверджено 62 нових випадків, що склало 10176. Цього дня проведено 5012 тестів, всього 145604. На 11 травня госпіталізовані 1123 хворих, із них 29 знаходились на апараті ШВЛ. 3290 людей одужало.
12 травня померло ще 2 хворих, загалом 220 хворих. Підтверджено 67 нових випадків, що склало 10243. Цього дня проведено 5700 тестів, всього 151304. На 12 травня госпіталізовані 1085 хворих, із них 23 знаходились на апараті ШВЛ. 3600 людей одужало.
13 травня померло ще 2 хворих, загалом 222 хворих. Підтверджено 52 нових випадків, що склало 10295. Цього дня проведено 5299 тестів, всього 156603. На 13 травня госпіталізовані 992 хворих, із них 22 знаходились на апараті ШВЛ. 3824 людей одужало.
14 травня померло ще 2 хворих, загалом 224 хворих. Підтверджено 79 нових випадків, що склало 10374. Цього дня проведено 6194 тестів, всього 162797. На 14 травня госпіталізовані 949 хворих, із них 20 знаходились на апараті ШВЛ. 4084 людей одужало.
15 травня помер ще 1 хворий, загалом 225 хворих. Підтверджено 64 нових випадків, що склало 10438. Цього дня проведено 5873 тестів, всього 168670. На 15 травня госпіталізовані 837 хворих, із них 20 знаходились на апараті ШВЛ. 4301 хворий одужав від коронавірусної хвороби.
16 травня померло ще 3 хворих, загалом 228 хворих. Підтверджено 58 нових випадків, що склало 10496. Цього дня проведено 6076 тестів, всього 174746. На 16 травня госпіталізовані 766 хворих, із них 17 знаходились на апараті ШВЛ. 4479 хворих одужали від коронавірусної хвороби.
17 травня померло ще 2 хворих, загалом 230 хворих. Підтверджено 114 нових випадків, що склало 10610. Цього дня проведено 6526 тестів, всього 181272. На 17 травня госпіталізовані 764 хворих, із них 18 знаходились на апараті ШВЛ. 4713 хворих одужали від коронавірусної хвороби.
18 травня помер ще 1 хворий, загалом 231 хворих. Підтверджено 89 нових випадків, що склало 10699. Цього дня проведено 4113 тестів, всього 185385. На 18 травня госпіталізовані 805 хворих, із них 16 знаходились на апараті ШВЛ. 4799 хворих одужали від коронавірусної хвороби.
19 травня померло 3 хворих, загалом 234 хворих. Підтверджено 34 нових випадків, що склало 10733. Цього дня проведено 5298 тестів, всього 190683. На 19 травня госпіталізовані 808 хворих, із них 15 знаходились на апараті ШВЛ. 4904 хворих одужали від коронавірусної хвороби.
20 травня помер ще 1 хворий, загалом 235 хворих. Підтверджено 100 нових випадків, що склало 10833. Цього дня проведено 6198 тестів, всього 196881. На 20 травня госпіталізовані 766 хворих, із них 13 знаходились на апараті ШВЛ. 5067 хворих одужали від коронавірусної хвороби.
21 травня померло ще 2 хворих, загалом 237 хворих. Підтверджено 86 нових випадків, що склало 10919. Цього дня проведено 6918 тестів, всього 203799. На 21 травня госпіталізовані 743 хворих, із них 12 знаходились на апараті ШВЛ. 5370 хворих одужали від коронавірусної хвороби.
22 травня нових смертей від коронавірусної хвороби не зафіксовано. Підтверджено 105 нових випадків, загалом 11024. Цього дня проведено 5989 тестів, всього 209897. На 22 травня госпіталізовані 744 хворих, із них 12 знаходились на апараті ШВЛ. 5541 хворих одужали від коронавірусної хвороби.
23 травня помер ще один хворий, загалом 238 з моменту початку пандемії. Підтверджено 68 нових випадків, загалом 11092. Цього дня проведено 4415 тестів, всього 214212. На 23 травня госпіталізовані 665 хворих, із них 12 знаходились на апараті ШВЛ. 5699 хворих одужали від коронавірусної хвороби.
24 травня нових смертей від коронавірусної хвороби не зафіксовано. Підтверджено 67 нових випадків, загалом 11159. Цього дня проведено 3644 тестів, всього 217856. На 24 травня госпіталізовані 658 хворих, із них 12 знаходились на апараті ШВЛ. 5857 хворих одужали від коронавірусної хвороби.
25 травня помер ще один хворий, загалом 239 з моменту початку пандемії. Підтверджено 34 нових випадків, загалом 11193. Цього дня проведено 4848 тестів, всього 220344. На 25 травня госпіталізовані 657 хворих, із них 12 знаходились на апараті ШВЛ. 5920 хворих одужали від коронавірусної хвороби.
26 травня нових смертей від коронавірусної хвороби не зафіксовано. Підтверджено 34 нових випадків, загалом 11227. Цього дня проведено 3427 тестів, всього 223771. На 26 травня госпіталізовані 621 хворих, із них 11 знаходились на апараті ШВЛ. 6067 хворих одужали від коронавірусної хвороби.
27 травня помер ще один хворий, загалом 240 з моменту початку пандемії. Підтверджено 48 нових випадків, загалом 11275. Цього дня проведено 5174 тестів, всього 228945. На 27 травня госпіталізовані 622 хворих, із них 10 знаходились на апараті ШВЛ. 6277 хворих одужали від коронавірусної хвороби.
28 травня помер ще один хворий, загалом 241 з моменту початку пандемії. Підтверджено 25 нових випадків, загалом 11300. Цього дня проведено 4534 тестів, всього 233479. На 28 травня госпіталізовані 558 хворих, із них 9 знаходились на апараті ШВЛ. 6438 хворих одужали від коронавірусної хвороби.
29 травня помер ще один хворий, загалом 242 з моменту початку пандемії. Підтверджено 54 нових випадків, загалом 11354. Цього дня проведено 5215 тестів, всього 238694. На 29 травня госпіталізовані 538 хворих, із них 8 знаходились на апараті ШВЛ. 6524 хворих одужали від коронавірусної хвороби.
30 травня нових смертей від коронавірусної хвороби не зафіксовано. Підтверджено 27 нових випадків, загалом 11381. Цього дня проведено 3548 тестів, всього 242242. На 30 травня госпіталізовані 555 хворих, із них 10 знаходились на апараті ШВЛ. 6606 хворих одужали від коронавірусної хвороби.
31 травня помер ще один хворий, загалом 243 з моменту початку пандемії. Підтверджено 31 нових випадків, загалом 11412. Цього дня проведено 3203 тестів, всього 245445. На 31 травня госпіталізовані 516 хворих, із них 10 знаходились на апараті ШВЛ. 6698 хворих одужали від коронавірусної хвороби.

### Червень
1 червня помер ще один хворий, загалом 244 з моменту початку пандемії. Підтверджено 18 нових випадків, загалом 11430. Цього дня проведено 2315 тестів, всього 247760. На 1 червня госпіталізовані 468 хворих, із них 9 знаходились на апараті ШВЛ. 6726 хворих одужали від коронавірусної хвороби.
2 червня помер ще один хворий, загалом 245 з моменту початку пандемії. Підтверджено 24 нових випадків, загалом 11454. Цього дня проведено 4372 тестів, всього 252132. На 2 червня госпіталізовані 475 хворих, із них 10 знаходились на апараті ШВЛ. 6776 хворих одужали від коронавірусної хвороби.
3 червня нових смертей від коронавірусної хвороби не зареєстровано. Підтверджено 69 нових випадків, загалом 11523. Цього дня проведено 5110 тестів, всього 257242. На 3 червня госпіталізовані 466 хворих, із них 15 знаходились на апараті ШВЛ. 6852 хворих одужали від коронавірусної хвороби.
4 червня помер ще один хворий, загалом 246 з моменту початку пандемії. Підтверджено 48 нових випадків, загалом 11571. Цього дня проведено 4024 тестів, всього 261266. На 4 червня госпіталізовані 470 хворих, із них 10 знаходились на апараті ШВЛ. 6910 хворих одужали від коронавірусної хвороби.
5 червня помер ще один хворий, загалом 247 з моменту початку пандемії. Підтверджено 96 нових випадків, загалом 11667. Цього дня проведено 4755 тестів, всього 266061. На 5 червня госпіталізовані 390 хворих, із них 12 знаходились на апараті ШВЛ. 6931 хворих одужали від коронавірусної хвороби.
6 червня помер ще один хворий, загалом 248 з моменту початку пандемії. Підтверджено 74 нових випадків, загалом 11741. Цього дня проведено 3244 тестів, всього 269185. На 6 червня зафіксовано 437 активних випадків хвороби (з цієї дати до офіційних бюлетнів не включається кількість госпіталізованих хворих, а тільки активних випадків), із них 14 знаходились на апараті ШВЛ. 11 056 людей одужали від коронавірусної хвороби. Раптовий стрибок кількості одужань пояснюється зміною методології визначення здорових осіб — тепер для визнання одужання необхідно лише один від'ємний ПЛР-тест на коронавірус замість двох за старою методикою.
7 червня помер ще один хворий, загалом 249 з моменту початку пандемії. Підтверджено 82 нових випадків, загалом 11823. Цього дня проведено 3337 тестів, всього 272502. На 7 червня зафіксовано 475 активних випадків хвороб, із них 15 знаходились на апараті ШВЛ. 11 348 людей одужали від коронавірусної хвороби. На цю дату спостерігається розбіжність у статистиці хвороби, оскільки кількість активних випадків, яка становила на цей день 475, є різницею між загальною кількістю випадків та кількістю одужань, без урахування кількості померлих. Зважаючи на це, кількість активних випадків на цей день повинна становити 226.
8 червня помер ще один хворий, загалом 250 з моменту початку пандемії. Підтверджено 73 нових випадків, загалом 11896. Цього дня проведено 4308 тестів, всього 276810. На 8 червня зафіксовано 457 активних випадків хвороб, із них 15 знаходились на апараті ШВЛ.
9 червня нових смертей від коронавірусної хвороби не зафіксовано. Підтверджено 69 нових випадків, загалом 11965. Цього дня проведено 5399 тестів, всього 282049. На 9 червня зафіксовано 447 активних випадків хвороб, із них 15 знаходились на апараті ШВЛ.
10 червня помер ще один хворий, загалом 251 з моменту початку пандемії. Підтверджено 66 нових випадків, загалом 12031. Цього дня проведено 5015 тестів, всього 287064. На 10 червня зафіксовано 432 активних випадків хвороб, із них 14 знаходились на апараті ШВЛ.
11 червня помер ще один хворий, загалом 252 з моменту початку пандемії. Підтверджено 71 нових випадків, загалом 12102. Цього дня проведено 4932 тестів, всього 291996. На 11 червня зафіксовано 488 активних випадків хвороб, із них 14 знаходились на апараті ШВЛ.
12 червня нових смертей від коронавірусної хвороби не зафіксовано. Підтверджено 73 нових випадків, загалом 12175. Цього дня проведено 5793 тестів, всього 297798. На 12 червня зафіксовано 512 активних випадків хвороб, із них 14 знаходились на апараті ШВЛ.
13 червня помер ще один хворий, загалом 253 з моменту початку пандемії. Підтверджено 76 нових випадків, загалом 12251. Цього дня проведено 3328 тестів, всього 301126. На 13 червня зафіксовано 533 активних випадків хвороб, із них 15 знаходились на апараті ШВЛ.
14 червня помер ще один хворий, загалом 254 з моменту початку пандемії. Підтверджено 59 нових випадків, загалом 12310. Цього дня проведено 1802 тестів, всього 302928. На 14 червня зафіксовано 545 активних випадків хвороб, із них 15 знаходились на апараті ШВЛ.
15 червня помер ще один хворий, загалом 255 з моменту початку пандемії. Підтверджено 57 нових випадків, загалом 12367. Цього дня проведено 5805 тестів, всього 308013. На 15 червня зафіксовано 551 активних випадків хвороб, із них 15 знаходились на апараті ШВЛ.
16 червня помер ще один хворий, загалом 256 з моменту початку пандемії. Підтверджено 59 нових випадків, загалом 12426. Цього дня проведено 5470 тестів, всього 313483. На 16 червня зафіксовано 546 активних випадків хвороб, із них 15 знаходились на апараті ШВЛ.
17 червня помер ще один хворий, загалом 257 з моменту початку пандемії. Підтверджено 96 нових випадків, загалом 12522. Цього дня проведено 6098 тестів, всього 319581. На 17 червня зафіксовано 568 активних випадків хвороб, із них 17 знаходились на апараті ШВЛ.
18 червня помер ще один хворий, загалом 258 з моменту початку пандемії. Підтверджено 94 нових випадків, загалом 12616. Цього дня проведено 6032 тестів, всього 325613. На 18 червня зафіксовано 589 активних випадків хвороб, із них 17 знаходились на апараті ШВЛ.
19 червня помер ще один хворий, загалом 259 з моменту початку пандемії. Підтверджено 93 нових випадків, загалом 12709. Цього дня проведено 6729 тестів, всього 332342. На 19 червня зафіксовано 628 активних випадків хвороб, із них 18 знаходились на апараті ШВЛ.
20 червня помер ще один хворий, загалом 260 з моменту початку пандемії. Підтверджено 94 нових випадків, загалом 12803. Цього дня проведено 4211 тестів, всього 336553. На 20 червня зафіксовано 654 активних випадків хвороб, із них 18 знаходились на апараті ШВЛ.
21 червня помер ще один хворий, загалом 261 з моменту початку пандемії. Підтверджено 91 нових випадків, загалом 12894. Цього дня проведено 3269 тестів, всього 339822. На 21 червня зафіксовано 686 активних випадків хвороб, із них 19 знаходились на апараті ШВЛ.
22 червня помер ще один хворий, загалом 262 з моменту початку пандемії. Підтверджено 96 нових випадків, загалом 12990. Цього дня проведено 4438 тестів, всього 345260. На 22 червня зафіксовано 731 активних випадків хвороб, із них 19 знаходились на апараті ШВЛ.
23 червня підтверджено позитивний результат обстеження на коронавірус у зірки сербського спорту, тенісиста Новака Джоковича. Того дня помер ще один хворий, загалом 263 з моменту початку пандемії. Підтверджено 102 нових випадків, загалом 13092. Цього дня проведено 6025 тестів, всього 351285. На 23 червня зафіксовано 775 активних випадків хвороб, із них 19 знаходились на апараті ШВЛ.
24 червня нових випадків смерті від коронавірусної хвороби не зафіксовано. Підтверджено 143 нових випадків, загалом 13235. Цього дня проведено 7784 тестів, всього 359069. На 24 червня зафіксовано 861 активних випадків хвороб, із них 21 знаходились на апараті ШВЛ.
25 червня помер ще один хворий, загалом 264 з моменту початку пандемії. Підтверджено 137 нових випадків, загалом 13372. Цього дня проведено 7311 тестів, всього 366380. На 25 червня зафіксовано 954 активних випадків хвороб, із них 24 знаходились на апараті ШВЛ.
26 червня помер ще один хворий, загалом 265 з моменту початку пандемії. Підтверджено 193 нових випадків, загалом 13565. Цього дня проведено 8495 тестів, всього 374875. На 26 червня зафіксовано 1068 активних випадків хвороб, із них 26 знаходились на апараті ШВЛ.
27 червня стало відомо, що коронавірус захворіли міністр оборони Александар Вулін та спікер парламенту країни Майї Гойкович. Цього дня померло ще двоє хворих, загалом 267 з моменту початку пандемії. Підтверджено 227 нових випадків, загалом 13792. Цього дня проведено 5933 тестів, всього 380808. На 27 червня зафіксовано 1187 активних випадків хвороб, із них 32 знаходились на апараті ШВЛ.
28 червня померло ще троє хворих, загалом 270 з моменту початку пандемії. Підтверджено 254 нових випадків, загалом 14046. Цього дня проведено 4905 тестів, всього 385713. На 28 червня зафіксовано 1312 активних випадків хвороб, із них 31 знаходились на апараті ШВЛ.
29 червня померло ще четверо хворих, загалом 274 з моменту початку пандемії. Підтверджено 242 нових випадків, загалом 14288. Цього дня проведено 4750 тестів, всього 392863. На 29 червня зафіксовано 1433 активних випадків хвороб, із них 36 знаходились на апараті ШВЛ.
30 червня померло ще троє хворих, загалом 277 з моменту початку пандемії. Підтверджено 276 нових випадків, загалом 14564. Цього дня проведено 8377 тестів, всього 401240. На 30 червня зафіксовано 1625 активних випадків хвороб, із них 42 знаходились на апараті ШВЛ.

### Липень
1 липня померло ще четверо хворих, загалом 281 з моменту початку пандемії. Підтверджено 272 нових випадків, загалом 14836. Цього дня проведено 8626 тестів, всього 409866. На 1 липня зафіксовано 1783 активних випадків хвороб, із них 73 знаходились на апараті ШВЛ.
2 липня померло ще шість хворих, загалом 287 з моменту початку пандемії. Підтверджено 359 нових випадків, загалом 15195. Цього дня проведено 9013 тестів, всього 418879. На 2 липня зафіксовано 1996 активних випадків хвороб, із них 81 знаходились на апараті ШВЛ.
3 липня у Белграді було оголошено надзвичайну ситуацію через коронавірус, цього дня знову зросла активних випадків коронавірусу в країні, понад 80 % всіх заражених COVID-19 перебувають у Белграді. Цього дня померло ще 11 хворих, загалом 298 з моменту початку пандемії. Підтверджено 309 нових випадків, загалом 15504. Цього дня проведено 8102 тестів, всього 426981. На 3 липня зафіксовано 2142 активних випадків хвороб, із них 85 знаходились на апараті ШВЛ.
4 липня померло ще 8 хворих, загалом 306 з моменту початку пандемії. Підтверджено 325 нових випадків, загалом 15829. Цього дня проведено 7344 тестів, всього 434415. На 4 липня зафіксовано 2347 активних випадків хвороб, із них 86 знаходились на апараті ШВЛ.
5 липня померло ще 5 хворих, загалом 311 з моменту початку пандемії. Підтверджено 302 нових випадків, загалом 16131. Цього дня проведено 5030 тестів, всього 439445. На 5 липня зафіксовано 2553 активних випадків хвороб, із них 81 знаходились на апараті ШВЛ.
6 липня померло ще 6 хворих, загалом 317 з моменту початку пандемії. Підтверджено 289 нових випадків, загалом 16420. Цього дня проведено 7872 тестів, всього 447317. На 6 липня зафіксовано 2737 активних випадків хвороб, із них 93 знаходились на апараті ШВЛ.
7 липня в Сербії було оголошено комендантську годину, у Белграді почалися протести, поліція почала розганяти протестувальників. У цей день померло ще 13 хворих, загалом 330 з моменту початку пандемії. Підтверджено 299 нових випадків, загалом 16719. Цього дня проведено 8287 тестів, всього 455604. На 7 липня зафіксовано 2942 активних випадків хвороб, із них 110 знаходились на апараті ШВЛ.
8 липня померло ще 11 хворих, загалом 341 з моменту початку пандемії. Підтверджено 357 нових випадків, загалом 17076. Цього дня проведено 8567 тестів, всього 464171. На 8 липня зафіксовано 3173 активних випадків хвороб, із них 118 знаходились на апараті ШВЛ.
З 9 липня в Белграді скасували введення комендантської години, проте було посилено карантин, незважаючи на протести. У цей день померло ще 11 хворих, загалом 352 з моменту початку пандемії. Підтверджено 266 нових випадків, загалом 17342. Цього дня проведено 7529 тестів, всього 471700. На 9 липня зафіксовано 3339 активних випадків хвороб, із них 120 знаходились на апараті ШВЛ.
10 липня померло ще 18 хворих, загалом 370 з моменту початку пандемії. Підтверджено 386 нових випадків, загалом 17728. Цього дня проведено 8646 тестів, всього 480346. На 10 липня зафіксовано 3639 активних випадків хвороби, із них 130 знаходились на апараті ШВЛ.
11 липня померло ще 12 хворих, загалом 382 з моменту початку пандемії. Підтверджено 345 нових випадків, загалом 18073. Цього дня проведено 7032 тестів, всього 487378. На 11 липня зафіксовано 3911 активних випадків хвороби, із них 139 знаходились на апараті ШВЛ.
12 липня померло ще 11 хворих, загалом 393 з моменту початку пандемії. Підтверджено 287 нових випадків, загалом 18360. Цього дня проведено 4050 тестів, всього 491428. На 12 липня зафіксовано 4091 активних випадків хвороби, із них 144 знаходились на апараті ШВЛ.
13 липня померло ще 12 хворих, загалом 405 з моменту початку пандемії. Підтверджено 279 нових випадків, загалом 18639. Цього дня проведено 6915 тестів, всього 498343. На 13 липня зафіксовано 4294 активних випадків хвороби, із них 154 знаходились на апараті ШВЛ.
14 липня померло ще 13 хворих, загалом 418 з моменту початку пандемії. Підтверджено 344 нових випадків, загалом 18983. Цього дня проведено 8659 тестів, всього 507002. На 14 липня зафіксовано 4574 активних випадків хвороби, із них 170 знаходились на апараті ШВЛ.
15 липня померло ще 11 хворих, загалом 429 з моменту початку пандемії. Підтверджено 351 нових випадків, загалом 19334. Цього дня проведено 8393 тестів, всього 515395. На 15 липня зафіксовано 3858 активних випадків хвороби, із них 169 знаходились на апараті ШВЛ.
16 липня померло ще 13 хворих, загалом 442 з моменту початку пандемії. Підтверджено 383 нових випадків, загалом 19717. Цього дня проведено 9183 тестів, всього 524578. На 16 липня зафіксовано 4662 активних випадків хвороби, із них 177 знаходились на апараті ШВЛ.
17 липня померло ще 10 хворих, загалом 452 з моменту початку пандемії. Підтверджено 392 нових випадків, загалом 20109. Цього дня проведено 9910 тестів, всього 534488. На 17 липня зафіксовано 4716 активних випадків хвороби, із них 184 знаходились на апараті ШВЛ.
18 липня померло ще 9 хворих, загалом 461 з моменту початку пандемії. Підтверджено 389 нових випадків, загалом 20498. Цього дня проведено 7648 тестів, всього 542136. На 18 липня зафіксовано 4776 активних випадків хвороби, із них 187 знаходились на апараті ШВЛ.
19 липня померло ще 11 хворих, загалом 472 з моменту початку пандемії. Підтверджено 396 нових випадків, загалом 20894. Цього дня проведено 7955 тестів, всього 550091. На 19 липня зафіксовано 4735 активних випадків хвороби, із них 187 знаходились на апараті ШВЛ.
20 липня померло ще 10 хворих, загалом 482 з моменту початку пандемії. Підтверджено 359 нових випадків, загалом 21253. Цього дня проведено 8499 тестів, всього 558440. На 20 липня зафіксовано 4762 активних випадків хвороби, із них 190 знаходились на апараті ШВЛ.
21 липня померло ще 9 хворих, загалом 491 з моменту початку пандемії. Підтверджено 352 нових випадків, загалом 21605. Цього дня проведено 10310 тестів, всього 568750. На 21 липня зафіксовано 4722 активних випадків хвороби, із них 198 знаходились на апараті ШВЛ.
22 липня померло ще 8 хворих, загалом 499 з моменту початку пандемії. Підтверджено 426 нових випадків, загалом 22031. Цього дня проведено 11521 тестів, всього 580271. На 22 липня зафіксовано 4619 активних випадків хвороби, із них 205 знаходились на апараті ШВЛ.
23 липня померло ще 9 хворих, загалом 508 з моменту початку пандемії. Підтверджено 412 нових випадків, загалом 22443. Цього дня проведено 11079 тестів, всього 591350. На 23 липня зафіксовано 4649 активних випадків хвороби, із них 185 знаходились на апараті ШВЛ.
24 липня померло ще 10 хворих, загалом 518 з моменту початку пандемії. Підтверджено 409 нових випадків, загалом 22852. Цього дня проведено 10634 тестів, всього 601984. На 24 липня зафіксовано 4575 активних випадків хвороби, із них 167 знаходились на апараті ШВЛ.
25 липня померло ще 8 хворих, загалом 526 з моменту початку пандемії. Підтверджено 411 нових випадків, загалом 23263. Цього дня проведено 9349 тестів, всього 611333. На 25 липня зафіксовано 4544 активних випадків хвороби, із них 170 знаходились на апараті ШВЛ.
26 липня померло ще 8 хворих, загалом 534 з моменту початку пандемії. Підтверджено 467 нових випадків, загалом 23730. Цього дня проведено 10381 тестів, всього 621714. На 26 липня зафіксовано 4568 активних випадків хвороби, із них 169 знаходились на апараті ШВЛ.
27 липня померло ще 9 хворих, загалом 543 з моменту початку пандемії. Підтверджено 411 нових випадків, загалом 24141. Цього дня проведено 9560 тестів, всього 631274. На 27 липня зафіксовано 4571 активних випадків хвороби, із них 171 знаходились на апараті ШВЛ.
28 липня померло ще 8 хворих, загалом 551 з моменту початку пандемії. Підтверджено 379 нових випадків, загалом 24520. Цього дня проведено 9817 тестів, всього 641091. На 28 липня зафіксовано 4531 активних випадків хвороби, із них 156 знаходились на апараті ШВЛ.
29 липня померло ще 7 хворих, загалом 558 з моменту початку пандемії. Підтверджено 372 нових випадків, загалом 24892. Цього дня проведено 9653 тестів, всього 650744. На 29 липня зафіксовано 4501 активних випадків хвороби, із них 143 знаходились на апараті ШВЛ.
30 липня померло ще 7 хворих, загалом 565 з моменту початку пандемії. Підтверджено 321 нових випадків, загалом 25213. Цього дня проведено 8804 тестів, всього 659548. На 30 липня зафіксовано 4353 активних випадків хвороби, із них 150 знаходились на апараті ШВЛ.
31 липня померло ще 8 хворих, загалом 573 з моменту початку пандемії. Підтверджено 339 нових випадків, загалом 25552. Цього дня проведено 9436 тестів, всього 668984. На 31 липня зафіксовано 4630 активних випадків хвороби, із них 162 знаходились на апараті ШВЛ.

### Серпень
1 серпня померло ще 9 хворих, загалом 582 з моменту початку пандемії. Підтверджено 330 нових випадків, загалом 25882. Цього дня проведено 9109 тестів, всього 678093. На 1 серпня зафіксовано 4256 активних випадків хвороби, із них 159 знаходились на апараті ШВЛ.
2 серпня померло ще 8 хворих, загалом 590 з моменту початку пандемії. Підтверджено 311 нових випадків, загалом 26193. Цього дня проведено 8395 тестів, всього 686488. На 2 серпня зафіксовано 4196 активних випадків хвороби, із них 146 знаходились на апараті ШВЛ.
3 серпня померло ще 8 хворих, загалом 598 з моменту початку пандемії. Підтверджено 258 нових випадків, загалом 26451. Цього дня проведено 7168 тестів, всього 693656. На 3 серпня зафіксовано 3554 активних випадків хвороби, із них 146 знаходились на апараті ШВЛ.
4 серпня померло ще 7 хворих, загалом 605 з моменту початку пандемії. Підтверджено 287 нових випадків, загалом 26738. Цього дня проведено 9590 тестів, всього 703246. На 4 серпня зафіксовано 3430 активних випадків хвороби, із них 143 знаходились на апараті ШВЛ.
5 серпня померло ще 9 хворих, загалом 614 з моменту початку пандемії. Підтверджено 295 нових випадків, загалом 27033. Цього дня проведено 9858 тестів, всього 713104. На 5 серпня зафіксовано 3315 активних випадків хвороби, із них 132 знаходились на апараті ШВЛ.
6 серпня померло ще 7 хворих, загалом 621 з моменту початку пандемії. Підтверджено 299 нових випадків, загалом 27332. Цього дня проведено 10033 тестів, всього 723137. На 6 серпня зафіксовано 3224 активних випадків хвороби, із них 120 знаходились на апараті ШВЛ.
7 серпня померло ще 5 хворих, загалом 626 з моменту початку пандемії. Підтверджено 276 нових випадків, загалом 27608. Цього дня проведено 9922 тестів, всього 733059. На 7 серпня зафіксовано 3154 активних випадків хвороби, із них 118 знаходились на апараті ШВЛ.
8 серпня померло ще 6 хворих, загалом 632 з моменту початку пандемії. Підтверджено 255 нових випадків, загалом 27863. Цього дня проведено 8014 тестів, всього 741073. На 8 серпня зафіксовано 3096 активних випадків хвороби, із них 121 знаходились на апараті ШВЛ.
9 серпня померло ще 9 хворих, загалом 641 з моменту початку пандемії. Підтверджено 236 нових випадків, загалом 28099. Цього дня проведено 6251 тестів, всього 747234. На 9 серпня зафіксовано 2999 активних випадків хвороби, із них 106 знаходились на апараті ШВЛ.
10 серпня померло ще 5 хворих, загалом 646 з моменту початку пандемії. Підтверджено 163 нових випадків, загалом 28262. Цього дня проведено 6819 тестів, всього 754143. На 10 серпня зафіксовано 2873 активних випадків хвороби, із них 107 знаходились на апараті ШВЛ.
11 серпня померло ще 6 хворих, загалом 652 з моменту початку пандемії. Підтверджено 235 нових випадків, загалом 28497. Цього дня проведено 8086 тестів, всього 762229. На 11 серпня зафіксовано 2817 активних випадків хвороби, із них 91 знаходились на апараті ШВЛ.
12 серпня померло ще 6 хворих, загалом 658 з моменту початку пандемії. Підтверджено 254 нових випадків, загалом 28751. Цього дня проведено 8768 тестів, всього 770997. На 12 серпня зафіксовано 2454 активних випадків хвороби, із них 87 знаходились на апараті ШВЛ.
13 серпня померло ще 3 хворих, загалом 661 з моменту початку пандемії. Підтверджено 247 нових випадків, загалом 28998. Цього дня проведено 9100 тестів, всього 780097. На 13 серпня зафіксовано 2220 активних випадків хвороби, із них 78 знаходились на апараті ШВЛ.
14 серпня померло ще 4 хворих, загалом 665 з моменту початку пандемії. Підтверджено 235 нових випадків, загалом 29233. Цього дня проведено 9383 тестів, всього 789480. На 14 серпня зафіксовано 2128 активних випадків хвороби, із них 78 знаходились на апараті ШВЛ.
15 серпня померло ще 5 хворих, загалом 670 з моменту початку пандемії. Підтверджено 238 нових випадків, загалом 29471. Цього дня проведено 8529 тестів, всього 798009. На 15 серпня зафіксовано 1947 активних випадків хвороби, із них 75 знаходились на апараті ШВЛ.
16 серпня померло ще 4 хворих, загалом 674 з моменту початку пандемії. Підтверджено 211 нових випадків, загалом 29682. Цього дня проведено 5559 тестів, всього 804568. На 16 серпня зафіксовано 1897 активних випадків хвороби, із них 73 знаходились на апараті ШВЛ.
17 серпня померло ще 3 хворих, загалом 677 з моменту початку пандемії. Підтверджено 100 нових випадків, загалом 29782. Цього дня проведено 7352 тестів, всього 811920. На 17 серпня зафіксовано 1612 активних випадків хвороби, із них 68 знаходились на апараті ШВЛ.
18 серпня померло ще 4 хворих, загалом 681 з моменту початку пандемії. Підтверджено 108 нових випадків, загалом 29890. Цього дня проведено 9186 тестів, всього 821106. На 18 серпня зафіксовано 1507 активних випадків хвороби, із них 64 знаходились на апараті ШВЛ.
19 серпня померло ще 3 хворих, загалом 684 з моменту початку пандемії. Підтверджено 158 нових випадків, загалом 30048. Цього дня проведено 10571 тестів, всього 831677. На 19 серпня зафіксовано 1456 активних випадків хвороби, із них 57 знаходились на апараті ШВЛ.
20 серпня померло ще 5 хворих, загалом 689 з моменту початку пандемії. Підтверджено 161 нових випадків, загалом 30209. Цього дня проведено 10764 тестів, всього 842441. На 20 серпня зафіксовано 1245 активних випадків хвороби, із них 52 знаходились на апараті ШВЛ.
21 серпня померло ще 3 хворих, загалом 692 з моменту початку пандемії. Підтверджено 169 нових випадків, загалом 30378. Цього дня проведено 11816 тестів, всього 854059. На 21 серпня зафіксовано 1194 активних випадків хвороби, із них 52 знаходились на апараті ШВЛ.
22 серпня померло ще 3 хворих, загалом 695 з моменту початку пандемії. Підтверджено 170 нових випадків, загалом 30548. Цього дня проведено 8670 тестів, всього 862729. На 22 серпня зафіксовано 1116 активних випадків хвороби, із них 46 знаходились на апараті ШВЛ.
23 серпня померло ще 3 хворих, загалом 698 з моменту початку пандемії. Підтверджено 109 нових випадків, загалом 30657. Цього дня проведено 6939 тестів, всього 869668. На 23 серпня зафіксовано 931 активних випадків хвороби, із них 46 знаходились на апараті ШВЛ.
24 серпня померло ще 3 хворих, загалом 701 з моменту початку пандемії. Підтверджено 57 нових випадків, загалом 30714. Цього дня проведено 7261 тестів, всього 876929. На 24 серпня зафіксовано 881 активних випадків хвороби, із них 44 знаходились на апараті ШВЛ.
25 серпня померло ще 4 хворих, загалом 705 з моменту початку пандемії. Підтверджено 106 нових випадків, загалом 30820. Цього дня проведено 8646 тестів, всього 885575. На 25 серпня зафіксовано 772 активних випадків хвороби, із них 36 знаходились на апараті ШВЛ.
26 серпня померло ще 2 хворих, загалом 707 з моменту початку пандемії. Підтверджено 154 нових випадків, загалом 30974. Цього дня проведено 9932 тестів, всього 895507. На 26 серпня зафіксовано 734 активних випадків хвороби, із них 37 знаходились на апараті ШВЛ.
27 серпня нових випадків смерті від коронавірусної хвороби не було. Підтверджено 125 нових випадків, загалом 31099. Цього дня проведено 9513 тестів, всього 904343. На 27 серпня зафіксовано 696 активних випадків хвороби, із них 36 знаходились на апараті ШВЛ.
28 серпня померло ще 2 хворих, загалом 709 з моменту початку пандемії. Підтверджено 108 нових випадків, загалом 31207. Цього дня проведено 9513 тестів, всього 913856. На 28 серпня зафіксовано 673 активних випадків хвороби, із них 36 знаходились на апараті ШВЛ.
29 серпня помер ще 1 хворий, загалом 710 з моменту початку пандемії. Підтверджено 75 нових випадків, загалом 31282. Цього дня проведено 6996 тестів, всього 920852. На 29 серпня зафіксовано 641 активних випадків хвороби, із них 40 знаходились на апараті ШВЛ.
30 серпня помер ще 1 хворий, загалом 711 з моменту початку пандемії. Підтверджено 83 нових випадків, загалом 31365. Цього дня проведено 4356 тестів, всього 925208. На 30 серпня зафіксовано 626 активних випадків хвороби, із них 48 знаходились на апараті ШВЛ.
31 серпня померло 2 хворих, загалом 713 з моменту початку пандемії. Підтверджено 41 нових випадків, загалом 31406. Цього дня проведено 5829 тестів, всього 931037. На 31 серпня зафіксовано 638 активних випадків хвороби, із них 47 знаходились на апараті ШВЛ.

### Вересень
1 вересня померло 2 хворих, загалом 715 з моменту початку пандемії. Підтверджено 76 нових випадків, загалом 31482. Цього дня проведено 7509 тестів, всього 938546. На 1 вересня зафіксовано 579 активних випадків хвороби, із них 48 знаходились на апараті ШВЛ.
2 вересня помер ще 1 хворий, загалом 716 з моменту початку пандемії. Підтверджено 99 нових випадків, загалом 31581. Цього дня проведено 8752 тестів, всього 947278. На 2 вересня зафіксовано 571 активних випадків хвороби, із них 39 знаходились на апараті ШВЛ.
3 вересня померло 2 хворих, загалом 718 з моменту початку пандемії. Підтверджено 95 нових випадків, загалом 31676. Цього дня проведено 8432 тестів, всього 955730. На 3 вересня зафіксовано 545 активних випадків хвороби, із них 41 знаходились на апараті ШВЛ.
4 вересня померло 3 хворих, загалом 721 з моменту початку пандемії. Підтверджено 96 нових випадків, загалом 31772. Цього дня проведено 10833 тестів, всього 966563. На 4 вересня зафіксовано 532 активних випадків хвороби, із них 39 знаходились на апараті ШВЛ.
5 вересня померло 2 хворих, загалом 723 з моменту початку пандемії. Підтверджено 77 нових випадків, загалом 31849. Цього дня проведено 7848 тестів, всього 974411. На 5 вересня зафіксовано 489 активних випадків хвороби, із них 38 знаходились на апараті ШВЛ.
6 вересня помер ще 1 хворий, загалом 724 з моменту початку пандемії. Підтверджено 56 нових випадків, загалом 31905. Цього дня проведено 4189 тестів, всього 978600. На 6 вересня зафіксовано 479 активних випадків хвороби, із них 35 знаходились на апараті ШВЛ.
7 вересня помер ще 1 хворий, загалом 725 з моменту початку пандемії. Підтверджено 36 нових випадків, загалом 31941. Цього дня проведено 6198 тестів, всього 984798. На 7 вересня зафіксовано 487 активних випадків хвороби, із них 33 знаходились на апараті ШВЛ.
8 вересня померло ще 2 хворих, загалом 727 з моменту початку пандемії. Підтверджено 53 нових випадків, загалом 31994. Цього дня проведено 8342 тестів, всього 993140. На 8 вересня зафіксовано 437 активних випадків хвороби, із них 38 знаходились на апараті ШВЛ.
9 вересня помер ще 1 хворий, загалом 728 з моменту початку пандемії. Підтверджено 84 нових випадків, загалом 32078. Цього дня проведено 8285 тестів, всього 1001424. На 9 вересня зафіксовано 407 активних випадків хвороби, із них 35 знаходились на апараті ШВЛ.
10 вересня помер ще 1 хворий, загалом 729 з моменту початку пандемії. Підтверджено 58 нових випадків, загалом 32136. Цього дня проведено 7976 тестів, всього 1009401. На 10 вересня зафіксовано 398 активних випадків хвороби, із них 35 знаходились на апараті ШВЛ.
11 вересня помер ще 1 хворий, загалом 730 з моменту початку пандемії. Підтверджено 92 нових випадків, загалом 32228. Цього дня проведено 9507 тестів, всього 1018908. На 11 вересня зафіксовано 393 активних випадків хвороби, із них 33 знаходились на апараті ШВЛ.
12 вересня помер ще 1 хворий, загалом 731 з моменту початку пандемії. Підтверджено 72 нових випадків, загалом 32300. Цього дня проведено 6068 тестів, всього 1024976. На 12 вересня зафіксовано 383 активних випадків хвороби, із них 29 знаходились на апараті ШВЛ.
13 вересня померло ще 2 хворих, загалом 733 з моменту початку пандемії. Підтверджено 108 нових випадків, загалом 32408. Цього дня проведено 3082 тестів, всього 1028058. На 13 вересня зафіксовано 390 активних випадків хвороби, із них 28 знаходились на апараті ШВЛ.
14 вересня нових померлих не зареєстровано. Підтверджено 29 нових випадків, загалом 32437. Цього дня проведено 5930 тестів, всього 1033988. На 14 вересня зафіксовано 391 активних випадків хвороби, із них 28 знаходились на апараті ШВЛ.
15 вересня померло ще 2 хворих, загалом 735 з моменту початку пандемії. Підтверджено 74 нових випадків, загалом 32511. Цього дня проведено 7709 тестів, всього 1041697. На 15 вересня зафіксовано 365 активних випадків хвороби, із них 28 знаходились на апараті ШВЛ.
16 вересня помер ще 1 хворий, загалом 736 з моменту початку пандемії. Підтверджено 102 нових випадків, загалом 32613. Цього дня проведено 7682 тестів, всього 1049379. На 16 вересня зафіксовано 341 активних випадків хвороби, із них 23 знаходились на апараті ШВЛ.
17 вересня померло 2 хворих, загалом 738 з моменту початку пандемії. Підтверджено 82 нових випадків, загалом 32695. Цього дня проведено 6877 тестів, всього 1056256. На 17 вересня зафіксовано 320 активних випадків хвороби, із них 21 знаходились на апараті ШВЛ.
18 вересня помер ще 1 хворий, загалом 739 з моменту початку пандемії. Підтверджено 62 нових випадків, загалом 32757. Цього дня проведено 7411 тестів, всього 1063667. На 18 вересня зафіксовано 331 активних випадків хвороби, із них 20 знаходились на апараті ШВЛ.
19 вересня помер ще 1 хворий, загалом 740 з моменту початку пандемії. Підтверджено 83 нових випадків, загалом 32840. Цього дня проведено 5959 тестів, всього 1069626. На 19 вересня зафіксовано 323 активних випадків хвороби, із них 23 знаходились на апараті ШВЛ.
20 вересня помер ще 1 хворий, загалом 741 з моменту початку пандемії. Підтверджено 68 нових випадків, загалом 32908. Цього дня проведено 3175 тестів, всього 1072801. На 20 вересня зафіксовано 337 активних випадків хвороби, із них 25 знаходились на апараті ШВЛ.
21 вересня померло 2 хворих, загалом 743 з моменту початку пандемії. Підтверджено 30 нових випадків, загалом 32938. Цього дня проведено 5278 тестів, всього 1078079. На 21 вересня зафіксовано 330 активних випадків хвороби, із них 23 знаходились на апараті ШВЛ.
22 вересня нових померлих від коронавірусної хвороби не зареєстровано. Підтверджено 61 нових випадків, загалом 32999. Цього дня проведено 6814 тестів, всього 1084893. На 22 вересня зафіксовано 323 активних випадків хвороби, із них 23 знаходились на апараті ШВЛ.
23 вересня помер ще 1 хворий, загалом 744 з моменту початку пандемії. Підтверджено 81 нових випадків, загалом 33080. Цього дня проведено 7466 тестів, всього 1092359. На 23 вересня зафіксовано 315 активних випадків хвороби, із них 22 знаходились на апараті ШВЛ.
24 вересня помер ще 1 хворий, загалом 745 з моменту початку пандемії. Підтверджено 83 нових випадків, загалом 33163. Цього дня проведено 6663 тестів, всього 1092022. На 24 вересня зафіксовано 294 активних випадків хвороби, із них 22 знаходились на апараті ШВЛ.
25 вересня помер ще 1 хворий, загалом 746 з моменту початку пандемії. Підтверджено 75 нових випадків, загалом 33238. Цього дня проведено 7422 тестів, всього 1106444. На 25 вересня зафіксовано 276 активних випадків хвороби, із них 22 знаходились на апараті ШВЛ.
26 вересня нових померлих від коронавірусної хвороби в країні не зареєстровано. Підтверджено 74 нових випадків, загалом 33312. Цього дня проведено 5513 тестів, всього 1111957. На 26 вересня зафіксовано 266 активних випадків хвороби, із них 22 знаходились на апараті ШВЛ.
27 вересня помер ще 1 хворий, загалом 747 з моменту початку пандемії. Підтверджено 72 нових випадків, загалом 33384. Цього дня проведено 3138 тестів, всього 1115095. На 27 вересня зафіксовано 274 активних випадків хвороби, із них 21 знаходились на апараті ШВЛ.
28 вересня помер ще 1 хворий, загалом 748 з моменту початку пандемії. Підтверджено 30 нових випадків, загалом 33414. Цього дня проведено 5268 тестів, всього 1120363. На 28 вересня зафіксовано 279 активних випадків хвороби, із них 20 знаходились на апараті ШВЛ.
29 вересня помер ще 1 хворий, загалом 749 з моменту початку пандемії. Підтверджено 65 нових випадків, загалом 33479. Цього дня проведено 7315 тестів, всього 1127678. На 29 вересня зафіксовано 261 активних випадків хвороби, із них 20 знаходились на апараті ШВЛ.
30 вересня нових померлих від коронавірусної хвороби в країні не зареєстровано. Підтверджено 72 нових випадків, загалом 33551. Цього дня проведено 6561 тестів, всього 1134239. На 30 вересня зафіксовано 269 активних випадків хвороби, із них 21 знаходились на апараті ШВЛ.

### Жовтень
1 жовтня помер ще 1 хворий, загалом 750 з моменту початку пандемії. Підтверджено 111 нових випадків, загалом 33662. Цього дня проведено 6139 тестів, всього 1166882. На 1 жовтня зафіксовано 286 активних випадків хвороби, із них 23 знаходились на апараті ШВЛ.
2 жовтня помер ще 1 хворий, загалом 751 з моменту початку пандемії. Підтверджено 73 нових випадків, загалом 33735. Цього дня проведено 6661 тестів, всього 1147039. На 2 жовтня зафіксовано 281 активних випадків хвороби, із них 23 знаходились на апараті ШВЛ.
3 жовтня померло ще 2 хворих, загалом 753 з моменту початку пандемії. Підтверджено 107 нових випадків, загалом 33842. Цього дня проведено 6661 тестів, всього 1151790. На 3 жовтня зафіксовано 276 активних випадків хвороби, із них 20 знаходились на апараті ШВЛ.
4 жовтня помер ще 1 хворий, загалом 754 з моменту початку пандемії. Підтверджено 59 нових випадків, загалом 33901. Цього дня проведено 6700 тестів, всього 1154457. На 4 жовтня зафіксовано 284 активних випадків хвороби, із них 21 знаходились на апараті ШВЛ.
5 жовтня помер ще 1 хворих, загалом 756 з моменту початку пандемії. Підтверджено 51 нових випадків, загалом 33952. Цього дня проведено 5349 тестів, всього 1159806. На 5 жовтня зафіксовано 289 активних випадків хвороби, із них 21 знаходились на апараті ШВЛ.
6 жовтня помер ще 1 хворий, загалом 757 з моменту початку пандемії. Підтверджено 120 нових випадків, загалом 34072. Цього дня проведено 7076 тестів, всього 1173582. На 6 жовтня зафіксовано 286 активних випадків хвороби, із них 19 знаходились на апараті ШВЛ.
7 жовтня помер ще 1 хворий, загалом 758 з моменту початку пандемії. Підтверджено 121 нових випадків, загалом 34193. Цього дня проведено 6700 тестів, всього 1173582. На 7 жовтня зафіксовано 283 активних випадків хвороби, із них 20 знаходились на апараті ШВЛ.
8 жовтня померло 1 хворих, загалом 760 з моменту початку пандемії. Підтверджено 151 нових випадків, загалом 34344. Цього дня проведено 6139 тестів, всього 1179721. На 8 жовтня зафіксовано 291 активних випадків хвороби, із них 21 знаходились на апараті ШВЛ.
9 жовтня помер ще 1 хворий, загалом 761 з моменту початку пандемії. Підтверджено 173 нових випадків, загалом 34517. Цього дня проведено 6933 тестів, всього 1186654. На 9 жовтня зафіксовано 301 активних випадків хвороби, із них 21 знаходились на апараті ШВЛ.
10 жовтня помер ще 1 хворий, загалом 762 з моменту початку пандемії. Підтверджено 168 нових випадків, загалом 34685. Цього дня проведено 4976 тестів, всього 1191630. На 10 жовтня зафіксовано 305 активних випадків хвороби, із них 22 знаходились на апараті ШВЛ.
11 жовтня помер ще 1 хворий, загалом 763 з моменту початку пандемії. Підтверджено 102 нових випадків, загалом 34685. Цього дня проведено 2906 тестів, всього 1194536. На 11 жовтня зафіксовано 315 активних випадків хвороби, із них 20 знаходились на апараті ШВЛ.
12 жовтня померло 2 хворих, загалом 765 з моменту початку пандемії. Підтверджено 67 нових випадків, загалом 34854. Цього дня проведено 5263 тестів, всього 1199799. На 12 жовтня зафіксовано 326 активних випадків хвороби, із них 20 знаходились на апараті ШВЛ.
13 жовтня померло 2 хворих, загалом 767 з моменту початку пандемії. Підтверджено 152 нових випадків, загалом 35006. Цього дня проведено 7177 тестів, всього 1206976. На 13 жовтня зафіксовано 329 активних випадків хвороби, із них 22 знаходились на апараті ШВЛ.
14 жовтня помер ще 1 хворий, загалом 768 з моменту початку пандемії. Підтверджено 245 нових випадків, загалом 35251. Цього дня проведено 6428 тестів, всього 1213404. На 14 жовтня зафіксовано 351 активних випадків хвороби, із них 22 знаходились на апараті ШВЛ.
15 жовтня померло 2 хворих, загалом 770 з моменту початку пандемії. Підтверджено 203 нових випадків, загалом 35454. Цього дня проведено 6504 тестів, всього 1219908. На 15 жовтня зафіксовано 359 активних випадків хвороби, із них 25 знаходились на апараті ШВЛ.
16 жовтня померло 2 хворих, загалом 772 з моменту початку пандемії. Підтверджено 265 нових випадків, загалом 35719. Цього дня проведено 7429 тестів, всього 1227337. На 16 жовтня зафіксовано 365 активних випадків хвороби, із них 23 знаходились на апараті ШВЛ.
17 жовтня померло 2 хворих, загалом 774 з моменту початку пандемії. Підтверджено 227 нових випадків, загалом 35942. Цього дня проведено 5456 тестів, всього 1232793. На 17 жовтня зафіксовано 372 активних випадків хвороби, із них 22 знаходились на апараті ШВЛ.
18 жовтня померло 2 хворих, загалом 776 з моменту початку пандемії. Підтверджено 214 нових випадків, загалом 36160. Цього дня проведено 3225 тестів, всього 1236118. На 18 жовтня зафіксовано 390 активних випадків хвороби, із них 24 знаходились на апараті ШВЛ.
19 жовтня померло 2 хворих, загалом 778 з моменту початку пандемії. Підтверджено 122 нових випадків, загалом 36282. Цього дня проведено 5746 тестів, всього 1241864. На 19 жовтня зафіксовано 408 активних випадків хвороби, із них 24 знаходились на апараті ШВЛ.
20 жовтня померло 2 хворих, загалом 780 з моменту початку пандемії. Підтверджено 326 нових випадків, загалом 36608. Цього дня проведено 7242 тестів, всього 1249106. На 20 жовтня зафіксовано 441 активних випадків хвороби, із них 25 знаходились на апараті ШВЛ.
21 жовтня помер ще 1 хворий, у цілому 781 з моменту початку пандемії. Підтверджено 512 нових випадків, загалом 37120. Цього дня проведено 7425 тестів, всього 1256561. На 21 жовтня зафіксовано 490 активних випадків хвороби, із них 27 знаходились на апараті ШВЛ.
22 жовтня померло 2 хворих, у цілому 783 з моменту початку пандемії. Підтверджено 416 нових випадків, загалом 37536. Цього дня проведено 6715 тестів, всього 1263246. На 22 жовтня зафіксовано 515 активних випадків хвороби, із них 24 знаходились на апараті ШВЛ.
23 жовтня померло 3 хворих, у цілому 786 з моменту початку пандемії. Підтверджено 579 нових випадків, загалом 38115. Цього дня проведено 8029 тестів, всього 1271455. На 23 жовтня зафіксовано 530 активних випадків хвороби, із них 24 знаходились на апараті ШВЛ.
24 жовтня померло 3 хворих, у цілому 789 з моменту початку пандемії. Підтверджено 757 нових випадків, загалом 38872. Цього дня проведено 6822 тестів, всього 1278277. На 24 жовтня зафіксовано 616 активних випадків хвороби, із них 23 знаходились на апараті ШВЛ.
25 жовтня померло 3 хворих, у цілому 792 з моменту початку пандемії. Підтверджено 614 нових випадків, загалом 39386. Цього дня проведено 4739 тестів, всього 1283016. На 25 жовтня зафіксовано 694 активних випадків хвороби, із них 26 знаходились на апараті ШВЛ.
26 жовтня помер ще 1 хворий, у цілому 793 з моменту початку пандемії. Підтверджено 341 нових випадків, загалом 39827. Цього дня проведено 6503 тестів, всього 1289519. На 26 жовтня зафіксовано 768 активних випадків хвороби, із них 39 знаходились на апараті ШВЛ.
27 жовтня померло 5 хворих, у цілому 798 з моменту початку пандемії. Підтверджено 1053 нових випадків, загалом 40880. Цього дня проведено 9430 тестів, всього 1298949. На 27 жовтня зафіксовано 823 активних випадків хвороби, із них 38 знаходились на апараті ШВЛ.
28 жовтня померло 5 хворих, у цілому 803 з моменту початку пандемії. Підтверджено 1328 нових випадків, загалом 42208. Цього дня проведено 9690 тестів, всього 1308639. На 28 жовтня зафіксовано 946 активних випадків хвороби, із них 39 знаходились на апараті ШВЛ.
29 жовтня померло 6 хворих, у цілому 809 з моменту початку пандемії. Підтверджено 1384 нових випадків, загалом 43592. Цього дня проведено 9457 тестів, всього 1318096. На 29 жовтня зафіксовано 1012 активних випадків хвороби, із них 42 знаходились на апараті ШВЛ.
30 жовтня померло 5 хворих, у цілому 814 з моменту початку пандемії. Підтверджено 1545 нових випадків, загалом 45137. Цього дня проведено 11004 тестів, всього 1329100. На 30 жовтня зафіксовано 1048 активних випадків хвороби, із них 47 знаходились на апараті ШВЛ.
31 жовтня померло 6 хворих, у цілому 820 з моменту початку пандемії. Підтверджено 1817 нових випадків, загалом 46954. Цього дня проведено 9531 тестів, всього 1338631. На 31 жовтня зафіксовано 1122 активних випадків хвороби, із них 51 знаходились на апараті ШВЛ.

### Листопад
1 листопада померло 6 хворих, у цілому 826 з моменту початку пандемії. Підтверджено 1449 нових випадків, загалом 48403. Цього дня проведено 6539 тестів, всього 1345170. На 1 листопада госпіталізовано 1196 хворих, із них 52 знаходились на апараті ШВЛ.
2 листопада померло 7 хворих, у цілому 833 з моменту початку пандемії. Підтверджено 802 нових випадків, загалом 49205. Цього дня проведено 7487 тестів, всього 1352657. На 2 листопада госпіталізовано 1242 хворих, із них 57 знаходились на апараті ШВЛ.
3 листопада померло 11 хворих, у цілому 844 з моменту початку пандемії. Підтверджено 1878 нових випадків, загалом 51083. Цього дня проведено 10962 тестів, всього 1363619. На 3 листопада госпіталізовано 1397 хворих, із них 49 знаходились на апараті ШВЛ.
4 листопада померло 6 хворих, у цілому 850 з моменту початку пандемії. Підтверджено 2412 нових випадків, загалом 53495. Цього дня проведено 12617 тестів, всього 1376236. На 4 листопада госпіталізовано 2014 хворих, із них 53 знаходились на апараті ШВЛ.
5 листопада померло 11 хворих, у цілому 861 з моменту початку пандемії. Підтверджено 2181 нових випадків, загалом 55676. Цього дня проведено 12480 тестів, всього 1388716. На 5 листопада госпіталізовано 2125 хворих, із них 57 знаходились на апараті ШВЛ.
6 листопада померло 10 хворих, у цілому 871 з моменту початку пандемії. Підтверджено 2282 нових випадків, загалом 57958. Цього дня проведено 12947 тестів, всього 1401663. На 6 листопада госпіталізовано 2307 хворих, із них 74 знаходились на апараті ШВЛ.
7 листопада померло 9 хворих, у цілому 880 з моменту початку пандемії. Підтверджено 2677 нових випадків, загалом 60635. Цього дня проведено 11192 тестів, всього 1412855. На 7 листопада госпіталізовано 2442 хворих, із них 77 знаходились на апараті ШВЛ.
8 листопада померло 10 хворих, у цілому 890 з моменту початку пандемії. Підтверджено 2112 нових випадків, загалом 62747. Цього дня проведено 8299 тестів, всього 1421154. На 8 листопада госпіталізовано 2549 хворих, із них 106 знаходились на апараті ШВЛ.
9 листопада померло 11 хворих, у цілому 901 з моменту початку пандемії. Підтверджено 1318 нових випадків, загалом 64065. Цього дня проведено 8397 тестів, всього 1429551. На 9 листопада госпіталізовано 2637 хворих, із них 119 знаходились на апараті ШВЛ.
10 листопада померло 14 хворих, у цілому 915 з моменту початку пандемії. Підтверджено 2823 нових випадків, загалом 66888. Цього дня проведено 13091 тестів, всього 1442642. На 10 листопада госпіталізовано 2764 хворих, із них 126 знаходились на апараті ШВЛ.
11 листопада помер ще 21 хворий, у цілому 936 з моменту початку пандемії. Підтверджено 3536 нових випадків, загалом 70424. Цього дня проведено 12514 тестів, всього 1455156. На 11 листопада госпіталізовано 2959 хворих, із них 143 знаходились на апараті ШВЛ.
12 листопада померло 19 хворих, у цілому 955 з моменту початку пандемії. Підтверджено 3341 нових випадків, загалом 73765. Цього дня проведено 13008 тестів, всього 1468164. На 12 листопада госпіталізовано 3343 хворих, із них 141 знаходились на апараті ШВЛ.
13 листопада померло 17 хворих, у цілому 972 з моменту початку пандемії. Підтверджено 3499 нових випадків, загалом 77264. Цього дня проведено 14116 тестів, всього 1482280. На 13 листопада госпіталізовано 3564 хворих, із них 158 знаходились на апараті ШВЛ.
14 листопада померло 17 хворих, у цілому 989 з моменту початку пандемії. Підтверджено 3822 нових випадків, загалом 81086. Цього дня проведено 14015 тестів, всього 1496295. На 14 листопада госпіталізовано 3693 хворих, із них 163 знаходились на апараті ШВЛ.
15 листопада померло 20 хворих, у цілому 1009 з моменту початку пандемії. Підтверджено 3482 нових випадків, загалом 84568. Цього дня проведено 11527 тестів, всього 1507822. На 15 листопада госпіталізовано 3847 хворих, із них 164 знаходились на апараті ШВЛ.
16 листопада померло 21 хворих, у цілому 1030 з моменту початку пандемії. Підтверджено 2813 нових випадків, загалом 87381. Цього дня проведено 11493 тестів, всього 1519315. На 16 листопада госпіталізовано 3963 хворих, із них 161 знаходились на апараті ШВЛ.
17 листопада померло 24 хворих, у цілому 1054 з моменту початку пандемії. Підтверджено 4994 нових випадків, загалом 92375. Цього дня проведено 17645 тестів, всього 1536960. На 17 листопада госпіталізовано 4963 хворих, із них 179 знаходились на апараті ШВЛ.
18 листопада померло 27 хворих, у цілому 1081 з моменту початку пандемії. Підтверджено 5613 нових випадків, загалом 97988. Цього дня проведено 18040 тестів, всього 1555000. На 18 листопада госпіталізовано 5317 хворих, із них 182 знаходились на апараті ШВЛ.
19 листопада померло 29 хворих, у цілому 1110 з моменту початку пандемії. Підтверджено 6109 нових випадків, загалом. Цього дня проведено 18980 тестів, всього 1573980. На 19 листопада госпіталізовано 5589 хворих, із них 186 знаходились на апараті ШВЛ.
20 листопада померло 30 хворих, у цілому 1140 з моменту початку пандемії. Підтверджено 6254 нових випадків, загалом 110351. Цього дня проведено 19301 тестів, всього 1593281. На 20 листопада госпіталізовано 5803 хворих, із них 192 знаходились на апараті ШВЛ.
21 листопада померло 28 хворих, у цілому 1168 з моменту початку пандемії. Підтверджено 5774 нових випадків, загалом 116125. Цього дня проведено 16938 тестів, всього 1610219. На 21 листопада госпіталізовано 6071 хворих, із них 209 знаходились на апараті ШВЛ.
22 листопада помер ще 31 хворий, у цілому 1199 з моменту початку пандемії. Підтверджено 4995 нових випадків, загалом 121120. Цього дня проведено 13429 тестів, всього 1623648. На 22 листопада госпіталізовано 6214 хворих, із них 212 знаходились на апараті ШВЛ.
23 листопада померло 38 хворих, у цілому 1237 з моменту початку пандемії. Підтверджено 5067 нових випадків, загалом 126187. Цього дня проведено 15061 тестів, всього 1638709. На 23 листопада госпіталізовано 6329 хворих, із них 216 знаходились на апараті ШВЛ.
24 листопада померло 37 хворих, у цілому 1274 з моменту початку пандемії. Підтверджено 6842 нових випадків, загалом 133029. Цього дня проведено 21476 тестів, всього 1660185. На 24 листопада госпіталізовано 6478 хворих, із них 225 знаходились на апараті ШВЛ.
25 листопада померло 41 хворих, у цілому 1315 з моменту початку пандемії. Підтверджено 7579 нових випадків, загалом 140608. Цього дня проведено 22231 тестів, всього 1682416. На 25 листопада госпіталізовано 6597 хворих, із них 223 знаходились на апараті ШВЛ.
26 листопада помер ще 51 хворий, у цілому 1366 з моменту початку пандемії. Підтверджено 7606 нових випадків, загалом 148214. Цього дня проведено 21569 тестів, всього 1703985. На 26 листопада госпіталізовано 6722 хворих, із них 243 знаходились на апараті ШВЛ.
27 листопада померло 57 хворих, у цілому 1423 з моменту початку пандемії. Підтверджено 7780 нових випадків, загалом 155994. Цього дня проведено 22404 тестів, всього 1726389. На 27 листопада госпіталізовано 6901 хворих, із них 245 знаходились на апараті ШВЛ.
28 листопада помер ще 61 хворий, у цілому 1484 з моменту початку пандемії. Підтверджено 7041 нових випадків, загалом 163035. Цього дня проведено 18592 тестів, всього 1744981. На 28 листопада госпіталізовано 7011 хворих, із них 254 знаходились на апараті ШВЛ.
29 листопада померло 65 хворих, у цілому 1549 з моменту початку пандемії. Підтверджено 6149 нових випадків, загалом 169214. Цього дня проведено 15508 тестів, всього 1760489. На 29 листопада госпіталізовано 7256 хворих, із них 252 знаходились на апараті ШВЛ.
30 листопада помер ще 55 хворий, у цілому 1604 з моменту початку пандемії. Підтверджено 6224 нових випадків, загалом 175438. Цього дня проведено 17093 тестів, всього 1777582. На 30 листопада госпіталізовано 7368 хворих, із них 253 знаходились на апараті ШВЛ.

### Грудень
1 грудня померло 48 хворих, у цілому 1652 з моменту початку пандемії. Підтверджено 7999 нових випадків, загалом 183437. Цього дня проведено 22837 тестів, всього 1800419. На 1 грудня госпіталізовано 7499 хворих, із них 269 знаходились на апараті ШВЛ.
2 грудня померло 52 хворих, у цілому 1704 з моменту початку пандемії. Підтверджено 7919 нових випадків, загалом 191356. Цього дня проведено 22069 тестів, всього 1822488. На 2 грудня госпіталізовано 7611 хворих, із них 270 знаходились на апараті ШВЛ.
3 грудня помер ще 61 хворий, у цілому 1765 з моменту початку пандемії. Підтверджено 7802 нових випадків, загалом 199158. Цього дня проведено 22243 тестів, всього 1844731. На 3 грудня госпіталізовано 7726 хворих, із них 288 знаходились на апараті ШВЛ.
4 грудня померло 69 хворих, у цілому 1834 з моменту початку пандемії. Підтверджено 7782 нових випадків, загалом 206940. Цього дня проведено 22497 тестів, всього 1867228. На 4 грудня госпіталізовано 7841 хворого, із них 270 знаходились на апараті ШВЛ.
5 грудня померло 57 хворих, у цілому 1891 з моменту початку пандемії. Підтверджено 6903 нових випадків, загалом 213843. Цього дня проведено 18232 тестів, всього 1885460. На 5 грудня госпіталізовано 7988 хворих, із них 279 знаходились на апараті ШВЛ.
6 грудня померло 58 хворих, у цілому 1949 з моменту початку пандемії. Підтверджено 5809 нових випадків, загалом 219652. Цього дня проведено 14486 тестів, всього 1899946. На 6 грудня госпіталізовано 8106 хворих, із них 278 знаходились на апараті ШВЛ.
7 грудня померло 56 хворих, у цілому 2005 з моменту початку пандемії. Підтверджено 6557 нових випадків, загалом 226209. Цього дня проведено 15697 тестів, всього 1915643. На 7 грудня госпіталізовано 8209 хворих, із них 283 знаходились на апараті ШВЛ.
8 грудня померло 57 хворих, у цілому 2062 з моменту початку пандемії. Підтверджено 7818 нових випадків, загалом 234027. Цього дня проведено 20514 тестів, всього 1936157. На 8 грудня госпіталізовано 8317 хворих, із них 289 знаходились на апараті ШВЛ.
9 грудня померло 54 хворих, у цілому 2116 з моменту початку пандемії. Підтверджено 7804 нових випадків, загалом 241831. Цього дня проведено 22316 тестів, всього 1958473. На 9 грудня госпіталізовано 8489 хворих, із них 319 знаходились на апараті ШВЛ.
10 грудня померло 56 хворих, у цілому 2172 з моменту початку пандемії. Підтверджено 7393 нових випадків, загалом 249224. Цього дня проведено 21799 тестів, всього 1980272. На 10 грудня госпіталізовано 8594 хворих, із них 323 знаходились на апараті ШВЛ.
11 грудня померло 55 хворих, у цілому 2227 з моменту початку пандемії. Підтверджено 6534 нових випадків, загалом 255758. Цього дня проведено 19826 тестів, всього 2000098. На 11 грудня госпіталізовано 8667 хворих, із них 319 знаходились на апараті ШВЛ.
12 грудня померло 48 хворих, у цілому 2275 з моменту початку пандемії. Підтверджено 5679 нових випадків, загалом 261437. Цього дня проведено 16886 тестів, всього 2016984. На 12 грудня госпіталізовано 8744 хворих, із них 318 знаходились на апараті ШВЛ.
13 грудня померло 56 хворих, у цілому 2331 з моменту початку пандемії. Підтверджено 4995 нових випадків, загалом 266432. Цього дня проведено 13707 тестів, всього 2030691. На 13 грудня госпіталізовано 8801 хворих, із них 331 знаходились на апараті ШВЛ.
14 грудня померло 49 хворих, у цілому 2380 з моменту початку пандемії. Підтверджено 4932 нових випадків, загалом 271364. Цього дня проведено 15765 тестів, всього 2046456. На 14 грудня госпіталізовано 8842 хворих, із них 334 знаходились на апараті ШВЛ.
15 грудня померло 53 хворих, у цілому 2433 з моменту початку пандемії. Підтверджено 5884 нових випадків, загалом 277248. Цього дня проведено 18989 тестів, всього 2065445. На 15 грудня госпіталізовано 9320 хворих, із них 312 знаходились на апараті ШВЛ.
16 грудня померло 49 хворих, у цілому 2482 з моменту початку пандемії. Підтверджено 5353 нових випадків, загалом 282601. Цього дня проведено 18484 тестів, всього 2083929. На 16 грудня госпіталізовано 9443 хворих, із них 333 знаходились на апараті ШВЛ.
17 грудня померло 47 хворих, у цілому 2529 з моменту початку пандемії. Підтверджено 5129 нових випадків, загалом 287730. Цього дня проведено 17460 тестів, всього 2101389. На 17 грудня госпіталізовано 9499 хворих, із них 353 знаходились на апараті ШВЛ.
18 грудня померло 51 хворих, у цілому 2580 з моменту початку пандемії. Підтверджено 4910 нових випадків, загалом 292640. Цього дня проведено 16740 тестів, всього 2118129. На 17 грудня госпіталізовано 9544 хворих, із них 349 знаходились на апараті ШВЛ.
19 грудня померло 52 хворих, у цілому 2632 з моменту початку пандемії. Підтверджено 3888 нових випадків, загалом 296528. Цього дня проведено 12578 тестів, всього 2130707. На 19 грудня госпіталізовано 9581 хворих, із них 326 знаходились на апараті ШВЛ.
20 грудня померло 54 хворих, у цілому 2686 з моменту початку пандемії. Підтверджено 3534 нових випадків, загалом 300062. Цього дня проведено 11068 тестів, всього 2141775. На 20 грудня госпіталізовано 9604 хворих, із них 314 знаходились на апараті ШВЛ.
21 грудня померло 47 хворих, у цілому 2733 з моменту початку пандемії. Підтверджено 3685 нових випадків, загалом 303747. Цього дня проведено 13590 тестів, всього 2155365. На 21 грудня госпіталізовано 9627 хворих, із них 330 знаходились на апараті ШВЛ.
22 грудня померло 49 хворих, у цілому 2782 з моменту початку пандемії. Підтверджено 4080 нових випадків, загалом 307827. Цього дня проведено 16022 тестів, всього 2171387. На 22 грудня госпіталізовано 9665 хворих, із них 313 знаходились на апараті ШВЛ.
23 грудня померло 51 хворих, у цілому 2833 з моменту початку пандемії. Підтверджено 4426 нових випадків, загалом 312253. Цього дня проведено 16617 тестів, всього 2188004. На 23 грудня госпіталізовано 9672 хворих, із них 309 знаходились на апараті ШВЛ.
24 грудня в Сербії почалася вакцинація населення, першими щеплення мали отримати мешканці будинків для престарілих. Цього дня у країні померло 49 хворих, у цілому 2882 з моменту початку пандемії. Підтверджено 4091 нових випадків, загалом 316344. Цього дня проведено 15387 тестів, всього 2203391. На 24 грудня госпіталізовано 9688 хворих, із них 312 знаходились на апараті ШВЛ.
25 грудня померло 49 хворих, у цілому 2931 з моменту початку пандемії. Підтверджено 3823 нових випадків, загалом 320167. Цього дня проведено 14794 тестів, всього 2218185. На 25 грудня госпіталізовано 9699 хворих, із них 300 знаходились на апараті ШВЛ.
26 грудня померло 52 хворих, у цілому 2983 з моменту початку пандемії. Підтверджено 3200 нових випадків, загалом 323367. Цього дня проведено 13201 тестів, всього 2231386. На 26 грудня госпіталізовано 9723 хворих, із них 295 знаходились на апараті ШВЛ.
27 грудня померло 47 хворих, у цілому 3030 з моменту початку пандемії. Підтверджено 2693 нових випадків, загалом 326060. Цього дня проведено 11399 тестів, всього 2242785. На 27 грудня госпіталізовано 9731 хворих, із них 305 знаходились на апараті ШВЛ.
28 грудня померло 43 хворих, у цілому 3073 з моменту початку пандемії. Підтверджено 2559 нових випадків, загалом 328619. Цього дня проведено 11190 тестів, всього 2253975. На 28 грудня госпіталізовано 9728 хворих, із них 288 знаходились на апараті ШВЛ.
29 грудня померло 46 хворих, у цілому 3119 з моменту початку пандемії. Підтверджено 3136 нових випадків, загалом 331755. Цього дня проведено 14987 тестів, всього 2268962. На 29 грудня госпіталізовано 9366 хворих, із них 283 знаходились на апараті ШВЛ.
30 грудня померло 44 хворих, у цілому 3163 з моменту початку пандемії. Підтверджено 3236 нових випадків, загалом 334991. Цього дня проведено 14444 тестів, всього 2283406. На 30 грудня госпіталізовано 9014 хворих, із них 269 знаходились на апараті ШВЛ.
31 грудня померло 48 хворих, у цілому 3211 з моменту початку пандемії. Підтверджено 2932 нових випадків, загалом 337923. Цього дня проведено 12897 тестів, всього 2296303. На 31 грудня госпіталізовано 8765 хворих, із них 271 знаходились на апараті ШВЛ.

### 2021

#### Січень 2021 року
1 січня померло 39 хворих, у цілому 3250 з моменту початку пандемії. Підтверджено 2074 нових випадків, загалом 339997. Цього дня проведено 9282 тестів, всього 2305585. На 1 січня госпіталізовано 8534 хворих, із них 283 знаходились на апараті ШВЛ.
2 січня померло 38 хворих, у цілому 3288 з моменту початку пандемії. Підтверджено 1907 нових випадків, загалом 341904. Цього дня проведено 7276 тестів, всього 2312861. На 2 січня госпіталізовано 8011 хворих, із них 276 знаходились на апараті ШВЛ.
3 січня померло 37 хворих, у цілому 3325 з моменту початку пандемії. Підтверджено 1966 нових випадків, загалом 343870. Цього дня проведено 7573 тестів, всього 2320434. На 3 січня госпіталізовано 7631 хворого, із них 265 знаходились на апараті ШВЛ.
4 січня померло 39 хворих, у цілому 3364 з моменту початку пандемії. Підтверджено 2715 нових випадків, загалом 346585. Цього дня проведено 11202 тестів, всього 2331636. На 4 січня госпіталізовано 7126 хворих, із них 259 знаходились на апараті ШВЛ.
5 січня помер 41 хворий, у цілому 3405 з моменту початку пандемії. Підтверджено 2653 нових випадків, загалом 349238. Цього дня проведено 12954 тестів, всього 2344590. На 5 січня госпіталізовано 6719 хворих, із них 242 знаходились на апараті ШВЛ.
6 січня померло 39 хворих, у цілому 3444 з моменту початку пандемії. Підтверджено 2882 нових випадків, загалом 352120. Цього дня проведено 13512 тестів, всього 2358102. На 6 січня госпіталізовано 6405 хворих, із них 234 знаходились на апараті ШВЛ.
7 січня померло 35 хворих, у цілому 3479 з моменту початку пандемії. Підтверджено 1787 нових випадків, загалом 353907. Цього дня проведено 8845 тестів, всього 2366947. На 7 січня госпіталізовано 6311 хворих, із них 229 знаходились на апараті ШВЛ.
8 січня померло 34 хворих, у цілому 3513 з моменту початку пандемії. Підтверджено 2218 нових випадків, загалом 356125. Цього дня проведено 11068 тестів, всього 2378015. На 8 січня госпіталізовано 6064 хворих, із них 215 знаходились на апараті ШВЛ.
9 січня померло 35 хворих, у цілому 3548 з моменту початку пандемії. Підтверджено 1769 нових випадків, загалом 357894. Цього дня проведено 11123 тестів, всього 2389138. На 9 січня госпіталізовано 5911 хворих, із них 207 знаходились на апараті ШВЛ.
10 січня померло 34 хворих, у цілому 3582 з моменту початку пандемії. Підтверджено 1795 нових випадків, загалом 359689. Цього дня проведено 10564 тестів, всього 2399702. На 10 січня госпіталізовано 5877 хворих, із них 201 знаходився на апараті ШВЛ.
11 січня померло 28 хворих, у цілому 3610 з моменту початку пандемії. Підтверджено 2093 нових випадків, загалом 361782. Цього дня проведено 11122 тестів, всього 2410824. На 11 січня госпіталізовано 5609 хворих, із них 194 знаходились на апараті ШВЛ.
12 січня померло 29 хворих, у цілому 3639 з моменту початку пандемії. Підтверджено 2142 нових випадків, загалом 363924. Цього дня проведено 13323 тестів, всього 2424147. На 12 січня госпіталізовано 5554 хворих, із них 189 знаходились на апараті ШВЛ.
13 січня померло 25 хворих, у цілому 3664 з моменту початку пандемії. Підтверджено 2267 нових випадків, загалом 366191. Цього дня проведено 12889 тестів, всього 2437036. На 13 січня госпіталізовано 5503 хворих, із них 189 знаходились на апараті ШВЛ.
14 січня померло 23 хворих, у цілому 3687 з моменту початку пандемії. Підтверджено 1881 нових випадків, загалом 368072. Цього дня проведено 11725 тестів, всього 2448761. На 14 січня госпіталізовано 5462 хворих, із них 195 знаходились на апараті ШВЛ.
19 січня померло 20 хворих, загалом 3791 з початку пандемії, було підтверджено 1688 нових випадків, загальна кількість випадків зросла до 375799. У цей день було проведено ще 10534 тести, що становило 2496125 з початку пандемії. Госпіталізовано 5089 хворих, з них 171 – на ШВЛ.
20 січня померло ще 19 хворих, загалом 3810 з початку пандемії, було підтверджено 1646 нових випадків, загальна кількість випадків зросла до 377445. У цей день було проведено ще 10511 тестів, що становило 2506636 з початку пандемії. Госпіталізовано 4924 хворих, з них 175 – на апаратах ШВЛ.
29 січня померло ще 18 хворих, загалом 3983 з початку пандемії, було підтверджено 1717 нових випадків, загальна кількість випадків зросла до 392354. У цей день було проведено ще 11160 тестів, загалом 2600004 з початку пандемії. Госпіталізовано 4119 хворих, з них 158 – на апаратах ШВЛ.
30 січня померло ще 17 хворих, загалом 4000 з початку пандемії, було підтверджено 1543 нових випадки, загальна кількість випадків зросла до 393897. У цей день було проведено ще 9576 тестів, загалом 2609580 з початку пандемії. Госпіталізовано 4103 хворих, з них 153 – на апаратах ШВЛ.

#### Лютий 2021 року
3 лютого померло ще 15 хворих, загалом 4071 з початку пандемії, було підтверджено 1932 нових випадки, загальна кількість випадків хвороби зросла до 400837. У цей день було проведено ще 11960 тестів, загалом 2652095 з початку пандемії. Госпіталізовано 4002 хворих, з них 153 — на апаратах ШВЛ.
8 лютого померло ще 13 хворих, загалом 4139 з початку пандемії, було підтверджено 1960 нових випадків, загальна кількість випадків хвороби зросла до 409841. У цей день було проведено ще 10458 тестів, загалом 2703723 з початку пандемії. Госпіталізовано 3818 хворих, з них 128 — на апаратах ШВЛ.
17 лютого померло ще 16 хворих, загалом 4277 з початку пандемії, було підтверджено 2467 нових випадків, загальна кількість випадків зросла до 426487. Цього дня було проведено ще 13063 тести, з початку пандемії — 2797273. Госпіталізовано 3451 хворих, з них 142 — на апаратах ШВЛ.
18 лютого померло ще 15 хворих, загалом 4292 з початку пандемії, було підтверджено 2561 новий випадок хвороби, загальна кількість хворих зросла до 429048. У цей день було проведено ще 13416 тестів, з початку пандемії 2810689. Госпіталізовано 3472 хворих, з них 148 — на апаратах ШВЛ.
21 лютого Сербія отримала першу партію зі 150 тисяч доз вакцини AstraZeneca.
25 лютого померло ще 15 хворих, загалом 4398 з початку пандемії, було підтверджено 3588 нових випадків хвороби, загальна кількість випадків зросла до 449901. Цього дня було проведено ще 15074 тести, загалом 2903450 з початку пандемії. Госпіталізовано 3832 хворих, з них 153 — на апаратах ШВЛ.
26 лютого померло ще 16 хворих, загалом 4414 з початку пандемії, було підтверджено 3339 нових випадків хвороби, загалом 453240 з початку пандемії. У цей день було проведено ще 14128 тестів, загалом 2917578 з початку пандемії. Госпіталізовано 3876 хворих, з них 159 — на апаратах ШВЛ.

#### Березень 2021 року
4 березня померло ще 17 хворих, загалом 4508 з початку пандемії, було підтверджено 3866 нових випадків хвороби, загалом 474807. У цей день було проведено ще 15769 тестів, загалом 3002480 з початку пандемії. Госпіталізовано 4109 хворих, з них 173 — на апаратах ШВЛ.
5 березня померло ще 17 хворих, загалом 4525 з початку пандемії, було підтверджено 4071 новий випадок, загалом 478878. Цього дня було проведено ще 15774 тести, з початку пандемії — 3018254. Госпіталізовано 4161 хворих, з них 166 — на апаратах ШВЛ.
11 березня померло ще 24 хворих, загалом 4644 з початку пандемії, було підтверджено 4595 нових випадків, загалом 503291. У цей день було проведено ще 17049 тестів, загалом 3106074 з початку пандемії. Госпіталізовано 4359 хворих, з них 213 — на апаратах ШВЛ.
16 березня помер ще 31 хворий, загалом 4778 з початку пандемії, підтверджено 5201 новий випадок, загалом 526112. Цього дня було проведено ще 17782 тести, з початку пандемії — 3182095. Госпіталізовано 4671 хворих, з них 211 — на апаратах ШВЛ.
17 березня померло ще 32 хворих, загалом 4810 з початку пандемії, підтверджено 5446 нових випадків, загалом 531558. У цей день було проведено ще 18288 тестів, загалом 3200383 з початку пандемії. Госпіталізовано 4859 хворих, з них 209 — на апаратах ШВЛ.
21 березня померло ще 34 хворих, загалом 4934 з початку пандемії, підтверджено 4232 нових випадки, загалом 551128. У цей день було проведено ще 12442 тести, загалом 3262916 з початку пандемії. Госпіталізовано 5531 хворих, з них 235 — на апаратах ШВЛ.
23 березня померло ще 36 хворих, загалом 5002 з початку пандемії, підтверджено 5475 нових випадків, загалом 561372. Цього дня було проведено ще 18158 тестів, загалом 3295548 з початку пандемії. Госпіталізовано 6187 хворих, з них 238 — на апаратах ШВЛ.
24 березня померло ще 37 хворих, загалом 5039 випадків з початку пандемії, підтверджено 5297 нових випадків, загалом 566669. У цей день було проведено ще 17684 тести, загалом 3313232 з початку пандемії. Госпіталізовано 6349 хворих, з них 243 — на апаратах ШВЛ.
26 березня померло ще 39 хворих, загалом 5114 випадків з початку пандемії, підтверджено 5225 нових випадків, загалом 577120. Цього дня було проведено ще 17436 тестів, загалом 3348198 з початку пандемії. Госпіталізовано 6713 хворих, з них 241 — на апаратах ШВЛ.
30 березня померло ще 39 хворих, загалом 5270 з початку пандемії, підтверджено 5471 новий випадок, загалом 595489. У цей день було проведено ще 18528 тестів, загалом 3406642 з початку пандемії. Госпіталізовано 7205 хворих, з них 276 — на апаратах ШВЛ.
31 березня померло ще 38 хворих, загалом 5308 з початку пандемії, підтверджено 5107 нових випадків, загалом 600596. Цього дня було проведено ще 17801 тест, загалом 3424443 з початку пандемії. Госпіталізовано 7368 хворих, з них 290 — на апаратах ШВЛ.

#### Квітень 2021 року
6 квітня померло ще 40 хворих, загалом 5537 з початку пандемії, підтверджено 4398 нових випадків, загалом 625773. У цей день було проведено ще 18233 тести, загалом 3515873 з початку пандемії. Госпіталізовано 7894 хворих, з них 271 — на апаратах ШВЛ.
12 квітня померло ще 38 хворих, загалом 5773 з початку пандемії, підтверджено 2965 нових випадків, загалом 645173. У цей день було проведено ще 12767 тестів, загалом 3601063 з початку пандемії. Госпіталізовано 7809 хворих, з них 254 — на апаратах ШВЛ.
14 квітня померло ще 38 хворих, загалом 5846 з початку пандемії, підтверджено 3154 нових випадки, загалом 651899. Цього дня було проведено ще 15213 тестів, загалом 3632392 з початку пандемії. Госпіталізовано 7511 хворих, з них 247 — на апаратах ШВЛ.
19 квітня померло ще 35 хворих, загалом 6026 з початку пандемії, підтверджено 2604 нові випадки, загалом 664972. Цього дня було проведено ще 12482 тести, загалом 3695993 з початку пандемії. Госпіталізований 6701 хворий, з них 217 — на апаратах ШВЛ.
20 квітня померло ще 32 хворих, загалом 6058 з початку пандемії, підтверджено 2965 нових випадків, загалом 667937. Цього дня було проведено ще 15562 тести, загалом 3711555 з початку пандемії. Госпіталізовано 6512 хворих, з них 219 — на апаратах ШВЛ.
23 квітня померло ще 34 хворих, загалом 6164 з початку пандемії, підтверджено 2384 нових випадки, загалом 675904. Цього дня було проведено ще 13706 тестів, загалом 3754852 з початку пандемії. Госпіталізовано 5897 хворих, з них 207 — на апаратах ШВЛ.
27 квітня померло ще 29 хворих, загалом 6286 з початку пандемії, підтверджено 2145 нових випадків, загалом 683799. У цей день було проведено ще 13688 тестів, загалом 3800708 з початку пандемії. Госпіталізовано 5146 хворих, з них 171 — на апаратах ШВЛ.
30 квітня померло ще 25 хворих, загалом 6362 з початку пандемії, підтверджено 1613 нових випадків, загалом 689557. Цього дня було проведено ще 10837 тестів, загалом 3839381 з початку пандемії. Госпіталізовано 4644 хворих, з них 169 — на апаратах ШВЛ.

#### Травень 2021 року
7 травня померли ще 20 хворих, загалом 6519 з початку пандемії, підтверджено 1277 нових випадків, загалом 698518. У цей день було проведено ще 13206 тестів, загалом 3907936 з початку пандемії. Госпіталізовано 3901 хворого, з них 131 — на апаратах ШВЛ.
9 травня померли ще 19 хворих, загалом 6558 з початку пандемії, підтверджено 834 нових випадки, загалом 700408. Цього дня було проведено ще 9389 тестів, загалом 3929245 з початку пандемії. Госпіталізовано 3827 хворих, з них 137 — на апаратах ШВЛ.
15 травня померли ще 18 хворих, загалом 6664 з початку пандемії, підтверджено 705 нових випадків, загалом 705890. У цей день було проведено ще 11613 тестів, загалом 4001180 з початку пандемії. Госпіталізовано 2963 хворих, з них 97 — на апаратах ШВЛ.
24 травня померли ще 11 хворих, загалом 6788 з початку пандемії, підтверджено 376 нових випадків, загалом 710315. У цей день було проведено ще 9298 тестів, загалом 4086694 з початку пандемії. Госпіталізовано 1201 хворого, з них 68 — на апаратах ШВЛ.
26 травня померли ще 10 хворих, загалом 6811 з початку пандемії, підтверджено 387 нових випадків, загалом 711116. У цей день було проведено ще 10345 тестів, загалом 4107942 з початку пандемії. Госпіталізовано 981 хворого, з них 63 — на апаратах ШВЛ.

#### Червень 2021 року
5 червня померло ще 9 хворих, загалом 6909 з початку пандемії, було підтверджено 145 нових випадків хвороби, загалом 713562. У цей день було проведено ще 8914 тестів, загалом 4205174 з початку пандемії. Госпіталізовано 546 хворих, з них 29 — на апаратах ШВЛ.
16 червня померли ще 4 хворих, загалом 6980 з початку пандемії, було підтверджено 160 нових випадків хвороби, загалом 715307. У цей день було проведено ще 9353 тести, загалом 4302390 з початку пандемії. Госпіталізовано 392 хворих, з них 19 — на апаратах ШВЛ.
20 червня померли ще 4 хворих, загалом 7001 з початку пандемії, підтверджено 60 нових випадків, загалом 715753. У цей день було проведено ще 5938 тестів, загалом 4 335783 з початку пандемії. Госпіталізовано 369 хворих, з них 16 — на апаратах ШВЛ.
29 червня померло ще 4 хворих, загалом 7043 з початку пандемії, підтверджено 73 нові випадки, загалом 716458. У цей день було проведено ще 7043 тести, загалом 4406080 з початку пандемії. Госпіталізовано 301 хворого, з них 7 — на апаратах ШВЛ.

#### Липень 2021 року
1 липня в 13-й раз з початку пандемії не було зареєстровано жодної смерті, підтверджено 81 новий випадок, загалом 716643. У цей день було проведено ще 8025 тестів, загалом 4422502 з початку пандемії. Госпіталізовано 291 хворого, з них 13 — на апаратах ШВЛ.
12 липня помер ще 1 хворий, загалом 7073 з початку пандемії, підтверджено 118 нових випадків, загалом 717667. У цей день було проведено ще 8405 тестів, загалом 4505390 тестів з початку пандемії. Госпіталізовано 281 хворого, з них 4 на апаратах ШВЛ.
16 липня в 14-й раз з початку пандемії не було зареєстровано жодної смерті, підтверджено 206 нових випадків, загалом 718299. Цього дня було проведено ще 8687 тестів, загалом 4540946 з початку пандемії. Госпіталізовано 299 хворих, з них 6 на апаратах ШВЛ.
23 липня померли ще 3 хворих, загалом 7098 з початку пандемії, підтверджено 202 нових випадки, загалом 719664. У цей день було проведено ще 8853 тести, загалом 4600110 з початку пандемії. Госпіталізовано 323 хворих, з них 10 — на апаратах ШВЛ.
24 липня померло ще 5 хворих, загалом 7103 з початку пандемії, підтверджено 249 нових випадків, загалом 719913. У цей день було проведено ще 8596 тестів, загалом 4608706 з початку пандемії. Госпіталізовано 327 хворих, з них 9 на апаратах ШВЛ.
25 липня помер ще 1 хворий, загалом 7104 з початку пандемії, підтверджено 199 нових випадків, загалом 720112. У цей день було проведено ще 6157 тестів, загалом 4614863 з початку пандемії. Госпіталізовано 329 хворих, з них 9 на апаратах ШВЛ.
28 липня в 15-й раз не було зареєстровано жодної смерті, підтверджено 332 нових випадки, загалом 720975. У цей день було проведено ще 9709 тестів, загалом 4643835 з початку пандемії. Госпіталізовано 332 хворих, з них 11 — на апаратах ШВЛ.

#### Серпень 2021 року
4 серпня померли ще 2 хворих, загалом 7129 з початку пандемії, підтверджено 487 нових випадків, загаломтю 723518. У цей день було проведено ще 10710 тестів, загалом 4708532 з початку пандемії. Госпіталізовано 521 хворих, з них 7 — на апаратах ШВЛ.
13 серпня померли ще 6 хворих, загалом 7158 з початку пандемії, підтверджено 1072 нових випадки хвороби, загалом 730222. У цей день було проведено ще 11324 тестів, загалом 4801164 з початку пандемії. Госпіталізовано 831 хворого, з них 25 — на апаратах ШВЛ.
21 серпня померли ще 11 хворих, загалом 7206 з початку пандемії, підтверджено 1510 нових випадків хвороби, загалом 741071. У цей день було проведено ще 11521 тестів, загалом 4895234 з початку пандемії. Госпіталізовано 938 хворих, з них 30 — на апаратах ШВЛ.
22 серпня померли ще 8 хворих, загалом 7214 з початку пандемії, підтверджено 1242 нові випадки, загалом 742313. У цей день було проведено ще 8101 тест, загалом 4903335 з початку пандемії. Госпіталізовано 945 хворих, з них 31 — на апаратах ШВЛ.
26 серпня померли ще 7 хворих, загалом 7240 з початку пандемії, підтверджено 2454 нових випадки, загалом 751147. Цього дня було проведено ще 14270 тестів, загалом 4960665 з початку пандемії. Госпіталізовано 1057 хворих, з них 58 — на апаратах ШВЛ.
31 серпня померли ще 14 хворих, загалом 7292 з початку пандемії, підтверджено 2981 новий випадок, загалом 762933. Того дня було проведено ще 15529 тестів, загалом 5025390 з початку пандемії. Госпіталізовано 1231 хворого, з них 80 — на апаратах ШВЛ.

#### Вересень 2021 року
5 вересня помер ще 21 хворий, загалом 7379 з початку пандемії, підтверджено 2800 нових випадків, загалом 779723. У цей день було проведено ще 11363 тести, загалом 5101239 з початку пандемії. Госпіталізовано 1479 хворих, з них 108 – на апаратах ШВЛ.

## Відомі особи, які померли від коронавірусної хвороби
- Браніслав Блажич, 63 роки, хірург і політик, колишній міністр охорони навколишнього середовища.[434]
- Мілутин Кнежевич, 71 рік, сербський православний єпископ.[435]
- Міодраг Лазич, 64 роки, хірург, директор Нишського медичного центру невідкладної допомоги, військовий хірург, учасник бойових дій у Хорватії (1991—1992) та Боснії та Герцеговині (1992—1996).[436]
- Далібор Орсованович, 43 роки, директор Комунальної компанії JKP «3. октобар» у Борі, та віце-президент Власької національної ради Сербії.[437][438]
- Ілія Петкович, 74 роки, футболіст і тренер, колишній головний тренер збірної Сербії з футболу.
- Іриней, 90 років, Патріарх Сербської православної церкви.[439]
- Даніал Яхич, 41, стрибун у довжину, учасник Олімпійських ігор.[440]
- Борисав Йович, 92 роки, президент Югославії (1990-1991).[441]
- Іван Клайн, 84 роки, мовознавець, науковець.[442]

## Урядові заходи

### Суспільні заходи

#### Березень
З 15 березня в Сербії оголошено надзвичайний стан. Частина експертів стверджує, що це оголошення надзвичайного стану суперечило конституції, оскільки у той час парламент Сербії не проводив засідань. Частина експертів вважає, що надзвичайний стан у країні слід було ввести, а частина експертів натомість вважають, що введення надзвичайного стану є надмірним заходом. У країні закрили всі школи, дитячі садки та вищі учбові заклади.
З 17 березня в країні введено онлайн-навчання. Уроки для початкових класів школи проводяться на каналі РТС, зокрема РТС-3, а також на телеканалі РТС-Планета.
18 березня на всій території країни запроваджена нічна комендантська година (від 20:00 до 05.00). Окрім того, людям старшим 65 років було заборонено виходити з дому, штраф за це складав до 150 тисяч сербських динарів (приблизно 1500 доларів США). Уже в перші години після введення комендантської години було заарештовано кілька осіб. Одну жінку змусили повернутися додому, після того, як вона образила поліцейських та відмовилась виконувати умови комендантської години.
20 березня в країні закрито кафе, бари, кіоски на зупинках громадського транспорту, проте дозволено роботу сервісів з доставки їжі.
21 березня тривалість комендантської годині в країні продовжено з 9 до 12 годин. Громадянам наказано знаходитися вдома з 17:00 до 05:00 наступного дня.
28 березня в країні введена комендантська година на вихідні дні. Вона триває з 15:00 до 05:00 наступного дня, як для суботи, так і для неділі. Власники домашніх тварин більше не можуть здійснювати прогулянку протягом 20 хвилин з 20:00 до 21:00.

#### Квітень
2 квітня на вихідні введений новий час комендантської години — з 13:00 п'ятниці до 05:00 понеділка. Дозволено збиратися групами не більше ніж дві особи.
8 квітня запроваджена комендантську годину протягом усіх вихідних днів, починаючи з п'ятниці 17:00 аж до 05:00 ранку понеділка. Пенсіонерам дозволяється купувати продукти по п'ятницях з 04:00 до 07:00 ранку.
17 квітня перед святом Великодня введена комендантська година з п'ятниці о 17:00 до вівторка о 05:00 ранку.
18 квітня повідомлено, що з вівторка 21 квітня знімаються деякі обмеження. Комендантська година буде розпочинатися з 18:00, а не з 17:00, і триватиме до 05:00 ранку наступного дня. Пенсіонери тепер можуть вибрати, коли хочуть зробити прогулянку на 30 хвилин з 18:00 до 01:00.
24 квітня комендантська година розпочинатиметься з п'ятниці, 24 квітня з 18:00, і триватимуть до понеділка 27 квітня до 5:00 ранку. Громадський транспорт між містами планується відновити. Пенсіонери після 18:00 тепер можуть гуляти півгодини, не далі як 600 метрів від будинку. Починаючи з наступного тижня пенсіонери можуть гуляти протягом години замість попередньої півгодини. Починаючи з понеділка усі ринки, салони краси та косметики, фітнес-центри та спортзали можуть відновити роботу.
26 квітня введено нову комендантську годину, пов'язану із святом 1 травня, яка буде діяти починаючи з четверга о 18:00 аж до понеділка до 05:00 (83 години).
30 квітня повідомлено про скорочення раніше введеної комендантської години, яка тепер буде тривати з четверга о 18:00 до суботи 05:00 (35 годин). Особи старші 65 років можуть здійснити дві прогулянки у п'ятницю під час комендантської години по годині із вільним вибором часу прогулянки, дотримуючись при цьому 600 метрів найдальшої відстані від місця проживання.

#### Травень
6 травня сербський парламент скасував своє попереднє рішення про введення в країні надзвичайного стану, що означало скасування комендантської години. Однак продовжують діяти заходи соціального дистанціювання та носіння масок та рукавичок під час користування громадським транспортом. З 15 червня можна проводити весілля.

#### Червень
З 1 червня в країні дозволено проводити масові заходи.
21 червня в Сербії відбулись парламентські вибори — на сім тижнів пізніше, ніж було раніше заплановано.
З 26 червня запроваджено нові обмежувальні заходи для Белграда, тепер носіння маски є обов'язковим в закритих приміщеннях і в громадському транспорті.
З 27 червня у зв'язку зі значним зростанням кількості випадків коронавірусної хвороби та переповненістю лікарень нові обмежувальні заходи прийняті для міст Новий Пазар та Тутин. Від цього дня усі дитячі ігрові майданчики будуть закриті, робочий час магазинів, ринків, перукарень, пекарень, м'ясних магазинів буде обмежено до 19:00.

#### Після червня
7 липня президент Сербії запровадив комендантську годину з 18:00 до 06:00 з п'ятниці по понеділок. Поки незрозуміло, чи комендантська година запроваджена лише в Белграді, чи на території всієї країни, хоча він наголосив, що хотів би, щоб це було по всій країні. Цей захід спричинив протести біля парламенту.
21 грудня було обмежено в'їзд до країни до 10 січня. Всі, хто в'їжджає до Сербії, повинні мати негативний тест або пройти двотижневий карантин.
24 грудня в Сербії почалася вакцинація, першою вакцину отримала прем'єр Ана Брнабич.

### Економічні заходи

#### Березень
З 17 березня громадяни можуть відстрочити виплати своїх іпотек протягом 90 днів під час дії загальнодержавного карантину.
З 26 березня роботодавці можуть відкласти сплату податку на доходи до 30 червня.
31 березня президент країни оголосив, що всі малі і середні підприємства будуть отримувати допомогу протягом наступних трьох місяців на підтримку роботи підприємств в умовах кризи за умови, що вони звільнять не більш як 10 % співробітників. Усі перукарі, шевці та пекарі отримуватимуть виплату розміром у мінімальну заробітну плату (255,27 євро станом на січень 2020 року) від держави.

#### Квітень
8 квітня сербський уряд ухвалив рішення про додаткову позику.
23 квітня переглянуте попереднє рішення уряду про виділення всім громадянам суми, еквівалентної 100 євро, згідно з яким цю виплату отримають в обов'язковому порядку лише пенсіонери, та особи, які живуть на соціальні виплати від уряду. Інші особи, які хочуть отримати допомогу уряду, необхідно буде надати інформацію, що вони потребують підтримки з боку уряду. Це рішення, найімовірніше, було переглянуте під тиском низки багатих бізнесменів та олігархів, оскільки вони найімовірніше були принижені попереднім рішенням допомогти кожному громадянину, якому виповнилося 18 років, у зв'язку з низькою сумою виплати.

## Протести та заворушення
7 липня 2020 у Сербії року почалася серія протестів і заворушень через повідомлення уряду про відновлення комендантської години та нібито погіршення ситуації з COVID-19 з вини уряду, а також часткового продовження руху «Один із п'яти мільйонів». Початковою вимогою протестувальників було скасування запланованого повторного введення комендантської години в Сербії протягом липня, що було успішно досягнуто менш ніж за 48 годин протесту. Протестувальники також вимагали більш кваліфікованої реакції на поширення COVID-19, і більше фактичної та конструктивної інформації про поточну медичну ситуацію. Серед інших причин протести були викликані кризою демократичних інститутів під керівництвом Александара Вучича, втручанням Росії у внутрішні справи країни, та зростаючим занепокоєнням тим, що президент зосереджує всю владу у своїх руках за рахунок парламенту.

## Допомога

### Міжнародна допомога
До Сербії направили матеріальну допомогу та грошові кошти на боротьбу з епідемією коронавірусної хвороби насупні країни та міжнародні організації:
- Європейський Союз пожертвував 7,5 мільйонів євро, які спрямовані на розширення потенціалу та покращення можливостей боротьби з епідемією коронавірусної хвороби. 26 березня Європейський Союз профінансував виліт авіарейсу з допомогою для Сербії з Китаю. Ще 94 мільйони євро ЄС спрямував на безпосередню боротьбу з епідемією коронавірусної хвороби в Сербії.[470][471][472] 30 квітня ЄС та Норвегія подарували Сербії 120 апаратів для штучної вентиляції легень та 100 клінічних моніторів.[96]
- Косово пожертвувало 500 тисяч євро для муніципалітетів Прешево, Медведжа та Буяновац.[473]
- Боснія і Герцеговина направила медичні бригади для допомогти в боротьбі з поширенням епідемії в регіоні Санджак.[474]
- Австрія надала медичне обладнання, а також обладнання, необхідне для тимчасових лікарень, а також запропонувала прийняти частину реанімаційних хворих на лікування в Австрії за необхідності.[475][476]
- Туреччина подарувала Сербії 100 тисяч захисних масок, 2 тисячі захисних костюмів, та 1500 наборів для тестувань на COVID-19.[477]
- Росія подарувала Сербії 15 тисяч тестів на COVID-19.[478] Військово-повітряні сили Росії також доставили до Сербії 11 літаками Іл-76 медичних експертів, великої кількості медичного обладнання, технічного та захисного спорядження, та 16 машин для дезінфекції об'єктів та доріг, для допомоги в боротьбі з поширення коронавірусної хвороби.[479]
- 20 березня посол Норвегії в Сербії Єрн Еуген Єльстад повідомив президента Сербії про надання допомоги Сербії розміром у 5 мільйонів євро, спрямовану на боротьбу з епідемією коронавірусної хвороби.[480][481] 30 квітня Норвегія та ЄС подарували додатково 120 апаратів штучної вентиляції легень та 100 клінічних моніторів.[96]
- Азербайджан подарував медичне обладнання.[482]
- Катар подарував медичне обладнання.[483]
- Об'єднані Арабські Емірати надали 10 тонн медичних засобів.[484]
- Китайська Народна Республіка подарувала Сербії тести на COVID-19, та направила до країни медичний персонал, який мав досвід боротьби з коронавірусною хворобою в провінції Гуандун.[485][486]
- США подарували 6 тисяч наборів для тестування на коронавірус для закладів охорони здоров'я Сербії.[487]

### Особисті пожертви
- Їх Королівська Високість Наслідний принц Олександр та Кронпринцеса Кетрін у співпраці з проектом лікування та порятунку Нью-Йорка надали гуманітарну допомогу лікарням Сербії.[488][489]
- Сербська тенісистка Ана Іванович, колишня перша ракетка світу, яка закінчила виступи, пожертвувала 35 апаратів штучної вентиляції легень та набори для надання медичної допомоги.[490]
- Футбольний тренер Деян Станкович та його бізнес-партнер Драган Руварац подарували апарати для штучної вентиляції легень та інше медичне обладнання.[491]
- Перша тенісна ракетка світу Новак Джокович пожертвував 1 мільйон євро для закупівлі апаратів штучної вентиляції легенів та наборів для надання медичної допомоги.[492]
- Гравці НБА Неманья Беліца, Богдан Богданович та баскетбольний менеджер Владе Дівац подарували апарати для штучної вентиляції легень, маски та інше медичне обладнання.[493]
- 1 липня перша тенісна ракетка світу Новак Джокович пожертвував 5 мільйонів динарів для боротьби з коронавірусною хворобою у місті Новий Пазар.

### Допомога, надана Сербією
- ООН. Сербія пожертвувала 2 мільйони євро на боротьбу з пандемією коронавірусної хвороби у світі, 1 мільйон євро на розробку вакцини, та 1 мільйон євро для ВООЗ.[494]
- Косово. Уряд Сербії передав 1000 наборів для тестування на коронавірус Інституту громадського здоров'я в Приштині в рамках регіональної співпраці з Косово у боротьбі з COVID-19.[495]
- Боснія і Герцеговина. Сербія надала медичне обладнання для Боснії і Герцеговині. Найбільша допомога надійшла Республіці Сербській у зв'язку з тим, що її населення в переважній більшості складають серби.[496]
- Італія. 25 квітня Сербія направила до Італії 8 літаків з медичною допомогою, до якої входили 2 мільйони хірургічних масок, 2 мільйони епідеміологічних масок, 1 мільйон рукавичок, та 100 тисяч медичних костюмів.[497]
- Вірменія. 18 і 19 червня Сербія направила до Вірменії 2 літаки з медичною допомогою, до якої входили 10 апаратів для штучної вентиляції легень, 10 моніторів, що контролюють стан пацієнта, 500 тисяч хірургічних масок, 100 тисяч дихальних масок, 25 тисяч захисних окулярів, 25 тисяч медичного захисного одягу та інші необхідне медичне обладнання.[498]